# Europees kampioenschap voetbal 2000 (kwalificatie)
Deze pagina beschrijft de kwalificatie voor het Europees kampioenschap voetbal 2000.
De winnaar van elke groep was geplaatst voor de eindronde, net als de beste nummers twee. De overige nummers twee spelen een beslissingswedstrijd voor een plaats in de eindronde. België en Nederland waren als organisator direct geplaatst voor de eindronde. In vergelijking met het vorige EK plaatsten Duitsland, Frankrijk, Engeland, Denemarken, Tsjechië, Nederland, Italië, Spanje, Portugal, Roemenië en Turkije zich opnieuw. Kroatië en Bulgarije werden uitgeschakeld door respectievelijk Joegoslavië en Zweden, de plaatsen van Rusland, Schotland en Zwitserland werden ingenomen door België, Noorwegen en Slovenië.

## Loting

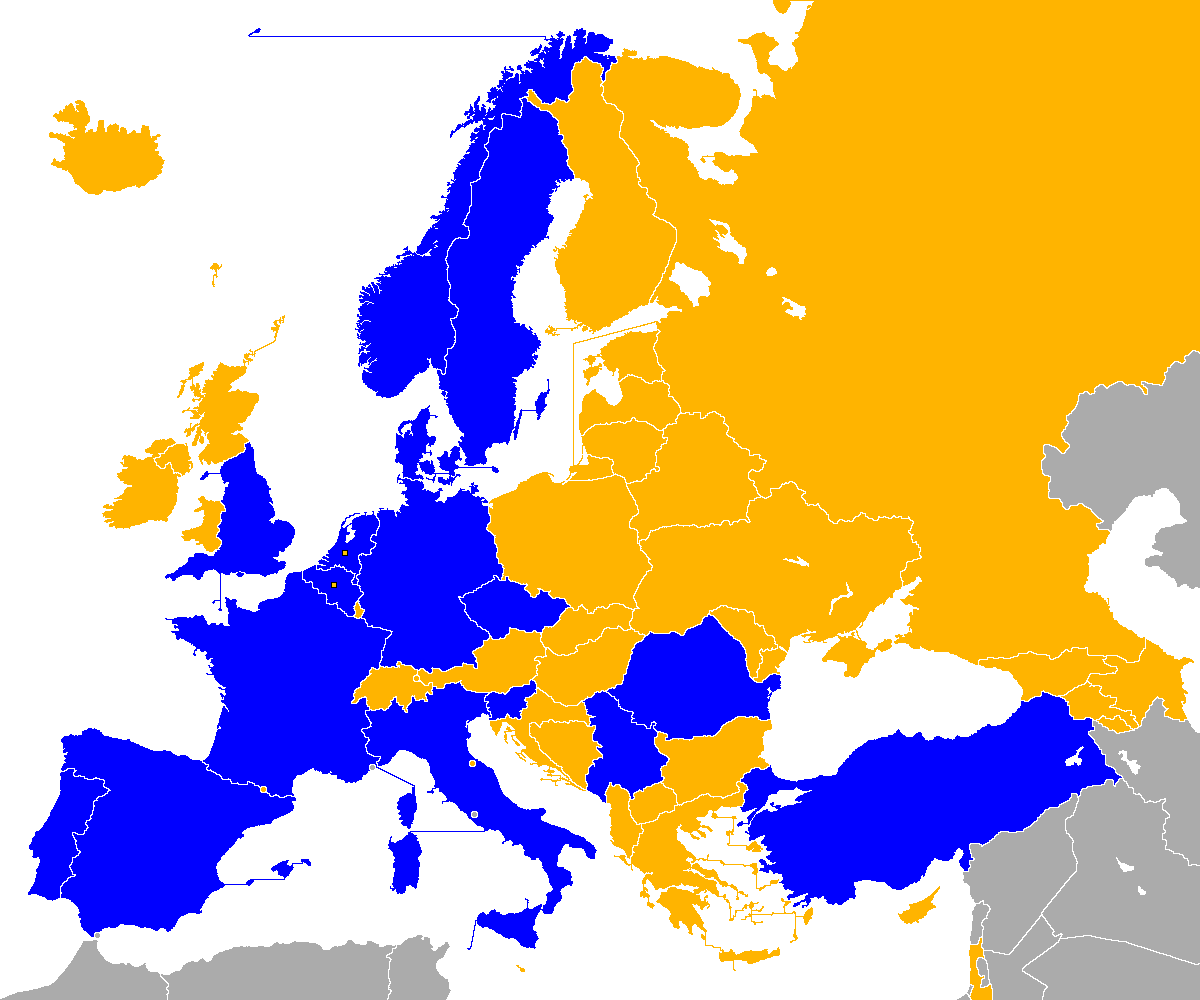
Euro 2000 Kwalificatie
Direct gekwalificeerd
Gekwalificeerd na play-offs
Niet gekwalificeerd na play-offs
Niet gekwalificeerd
Niet deelgenomen
Geen UEFA-lid

De loting vond plaats op 18 januari 1998 in Gent. Als titelverdediger kwam Duitsland in pot 1 terecht, de andere landen waren verdeeld over de potten op basis van de punten die verdiend zijn met het Europees kampioenschap van 1996 en het Wereldkampioenschap voetbal van 1998.
- Bij Frankrijk telde alleen het EK van 1996, mee omdat dat land als gastland geen kwalificatie hoefde te spelen voor het WK.
- Voor Engeland gold dat alleen het WK meetelde, omdat zij als gastland geen kwalificatiewedstrijden voor het EK hoefden te spelen.
- Bosnië en Herzegovina speelde voor het eerst mee met het EK: alleen de resultaten van de WK-kwalificatie telden mee.
- Joegoslavië was gediskwalificeerd voor het EK dus telden alleen de punten voor het WK mee.
- Andorra deed voor het eerst mee aan de kwalificatie voor een EK voetbal.

| Pot 1                                                                             | Pot 2                                                                                   | Pot 3                                                                         | Pot 4                                                                                      | Pot 5 |
| --------------------------------------------------------------------------------- | --------------------------------------------------------------------------------------- | ----------------------------------------------------------------------------- | ------------------------------------------------------------------------------------------ | --- |
| Duitsland Spanje Roemenië Rusland Engeland Schotland Joegoslavië Italië Noorwegen | Bulgarije Kroatië Denemarken Portugal Oostenrijk Frankrijk Tsjechië Turkije Griekenland | Ierland Zwitserland Zweden Litouwen Oekraïne Slowakije Finland Israël Georgië | Polen Hongarije Noord-Ierland Bosnië en Herzegovina Letland Macedonië Cyprus Wales IJsland | Wit-Rusland Slovenië Armenië Albanië Faeröer Luxemburg Moldavië Azerbeidzjan Estland Malta Liechtenstein San Marino Andorra |

## Gekwalificeerde landen
| Land        | Kwalificatie als | Datum kwalificatie | Eerdere deelnames aan EK1                         |
| ----------- | ---------------- | ------------------ | ------------------------------------------------- |
| België      | Gastland         | 18 januari 1998    | 3 (1972, 1980, 1984)                              |
| Nederland   | Gastland         | 18 januari 1998    | 5 (1976, 1980,1988,1992, 1996)                    |
| Italië      | Winnaar groep 1  | 9 oktober 1999     | 4 (1968,1980, 1988, 1996)                         |
| Noorwegen   | Winnaar groep 2  | 8 september 1999   | 0                                                 |
| Duitsland   | Winnaar groep 3  | 9 oktober 1999     | 7 (19722, 19762, 19802, 19842, 19882, 1992, 1996) |
| Frankrijk   | Winnaar groep 4  | 9 oktober 1999     | 4 (1960, 1984, 1992, 1996)                        |
| Zweden      | Winnaar groep 5  | 8 september 1999   | 1 (1992)                                          |
| Spanje      | Winnaar groep 6  | 8 september 1999   | 5 (1964,1980, 1984, 1988, 1996)                   |
| Roemenië    | Winnaar groep 7  | 9 oktober 1999     | 2 (1984, 1996)                                    |
| Joegoslavië | Winnaar groep 8  | 9 oktober 1999     | 4 (19603, 19683, 19763, 19843)                    |
| Tsjechië    | Winnaar groep 9  | 9 juni 1999        | 4 (19604, 19764, 19804, 1996)                     |
| Portugal    | Beste runner-up  | 9 oktober 1999     | 2 (1984, 1996)                                    |
| Engeland    | Winnaar play-off | 17 november 1999   | 5 (1968, 1980, 1988, 1992, 1996)                  |
| Denemarken  | Winnaar play-off | 17 november 1999   | 5 (1964, 1984, 1988, 1992, 1996)                  |
| Slovenië    | Winnaar play-off | 17 november 1999   | 0                                                 |
| Turkije     | Winnaar play-off | 17 november 1999   | 1 (1996)                                          |

1 Een vetgedrukt jaartal betekent een kampioenschap tijdens dat toernooi
2 als  West-Duitsland
3 als  SFR Joegoslavië
4 als  Tsjecho-Slowakije

## Groepen en wedstrijden
Legenda

### Groep 1
Groep 1 bestond uit twee landen die de kwartfinales haalden van het afgelopen WK: Italië en Denemarken. Bij Italië had bondscoach Cesare Maldini ontslag genomen na kritiek op de behoudende stijl, oud-doelman en recordinternational Dino Zoff volgde hem op. Aan de speelstijl veranderde niet veel, maar Italië had in de beslissende fase van de cyclus een ruime voorsprong. Denemarken nam na het WK afscheid van de gebroeders Laudrup, de twee creatiefste spelers. Denemarken beleefde een moeizame start met twee thuisnederlagen tegen Wales en Italië, het eerste doelpunt van Italië werd gescoord door Filippo Inzaghi na een foute terugspeelbal van de bij Ajax voetballende Jesper Grønkjær. Voor de laatste drie speelronden had Italië een ruime voorsprong met veertien punten uit zes wedstrijden, gevolgd door Zwitserland met acht uit vijf en Denemarken met acht uit zes.
Denemarken moest nu alle wedstrijden winnen om Zwitserland voor te blijven en in de directe confrontatie scoorde de bij Feyenoord voetballende Jon Dahl Tomasson tien minuten voor tijd het winnende doelpunt. In Napels leek het uiteindelijk mis te gaan: Denemarken kwam op een achterstand van 2-0 te staan, maar de Denen knokten zich terug in de wedstrijd en John Dahl Tomasson scoorde opnieuw het winnende doelpunt. Denemarken was nu zeker van de tweede plaats in de groep en moest barragewedstrijden spelen tegen Israël. Italië verzekerde zich definitief van de eerste plaats in de groep door met 0-0 gelijk te spelen tegen Wit-Rusland.
| Pos | Land        | Wed | Win | Gel | Ver | DV | DT | +/- | Pnt |
| --- | ----------- | --- | --- | --- | --- | -- | -- | --- | --- |
| 1   | Italië      | 8   | 4   | 3   | 1   | 13 | 5  | +8  | 15  |
| 2   | Denemarken  | 8   | 4   | 2   | 2   | 11 | 8  | +3  | 14  |
| 3   | Zwitserland | 8   | 4   | 2   | 2   | 9  | 5  | +4  | 14  |
| 4   | Wales       | 8   | 3   | 0   | 5   | 7  | 16 | –9  | 9   |
| 5   | Wit-Rusland | 8   | 0   | 3   | 5   | 4  | 10 | –6  | 3   |

Denemarken plaatst zich voor de play-off op basis van het onderling resultaat met Zwitserland.
|                                                   |                  |       |            |                                                                          |
| 5 september 1998 «onderlinge duels» 20:30 (UTC+3) | Wit-Rusland      | 0 – 0 | Denemarken | Dinamostadion, Minsk Toeschouwers: 32.000 Scheidsrechter: Georg Dardenne |
| 5 september 1998 «onderlinge duels» 20:30 (UTC+3) | Wedstrijdverslag |       |            | Dinamostadion, Minsk Toeschouwers: 32.000 Scheidsrechter: Georg Dardenne |

|                                                   |       |                  |                     |                                                                                |
| 5 september 1998 «onderlinge duels» 19:45 (UTC+1) | Wales | 0 – 2            | Italië              | Anfield, Liverpool (Engeland) Toeschouwers: 23.160 Scheidsrechter: Terje Hauge |
| 5 september 1998 «onderlinge duels» 19:45 (UTC+1) |       | Wedstrijdverslag | Fuser 19' Vieri 77' | Anfield, Liverpool (Engeland) Toeschouwers: 23.160 Scheidsrechter: Terje Hauge |

|                                                  |                    |                  |             |                                                                          |
| 10 oktober 1998 «onderlinge duels» 20:45 (UTC+2) | Italië             | 2 – 0            | Zwitserland | Stadio del Friuli, Udine Toeschouwers: 35.247 Scheidsrechter: Alain Sars |
| 10 oktober 1998 «onderlinge duels» 20:45 (UTC+2) | Del Piero 19', 61' | Wedstrijdverslag |             | Stadio del Friuli, Udine Toeschouwers: 35.247 Scheidsrechter: Alain Sars |

|                                                  |                 |                  |                          |                                                                       |
| 10 oktober 1998 «onderlinge duels» 19:15 (UTC+2) | Denemarken      | 1 – 2            | Wales                    | Parken, Kopenhagen Toeschouwers: 36.009 Scheidsrechter: Sándor Piller |
| 10 oktober 1998 «onderlinge duels» 19:15 (UTC+2) | Frederiksen 58' | Wedstrijdverslag | Williams 59' Bellamy 86' | Parken, Kopenhagen Toeschouwers: 36.009 Scheidsrechter: Sándor Piller |

|                                                  |                                     |                  |                            |                                                                           |
| 14 oktober 1998 «onderlinge duels» 19:30 (UTC+1) | Wales                               | 3 – 2            | Wit-Rusland                | Ninian Park, Cardiff Toeschouwers: 21.508 Scheidsrechter: Lawrence Sammut |
| 14 oktober 1998 «onderlinge duels» 19:30 (UTC+1) | Robinson 14' Coleman 53' Symons 84' | Wedstrijdverslag | Goerenko 20' Belkevich 48' | Ninian Park, Cardiff Toeschouwers: 21.508 Scheidsrechter: Lawrence Sammut |

|                                                  |               |                  |              |                                                                                |
| 14 oktober 1998 «onderlinge duels» 20:15 (UTC+2) | Zwitserland   | 1 – 1            | Denemarken   | Hardturm Stadion, Zürich Toeschouwers: 12.500 Scheidsrechter: Miroslav Radoman |
| 14 oktober 1998 «onderlinge duels» 20:15 (UTC+2) | Chapuisat 58' | Wedstrijdverslag | Tobiasen 90' | Hardturm Stadion, Zürich Toeschouwers: 12.500 Scheidsrechter: Miroslav Radoman |

|                                                |             |                  |              |                                                                       |
| 27 maart 1999 «onderlinge duels» 18:30 (UTC+2) | Wit-Rusland | 0 – 1            | Zwitserland  | Dinamostadion, Minsk Toeschouwers: 35.000 Scheidsrechter: Oğuz Sarvan |
| 27 maart 1999 «onderlinge duels» 18:30 (UTC+2) |             | Wedstrijdverslag | Fournier 72' | Dinamostadion, Minsk Toeschouwers: 35.000 Scheidsrechter: Oğuz Sarvan |

|                                                |            |                  |                      |                                                                             |
| 27 maart 1999 «onderlinge duels» 19:15 (UTC+1) | Denemarken | 1 – 2            | Italië               | Parken, Kopenhagen Toeschouwers: 41.429 Scheidsrechter: Antonio López Nieto |
| 27 maart 1999 «onderlinge duels» 19:15 (UTC+1) | Sand 58'   | Wedstrijdverslag | Inzaghi 1' Conte 70' | Parken, Kopenhagen Toeschouwers: 41.429 Scheidsrechter: Antonio López Nieto |

|                                                |                    |                  |               |                                                                              |
| 31 maart 1999 «onderlinge duels» 20:45 (UTC+2) | Italië             | 1 – 1            | Wit-Rusland   | Stadio del Conero, Ancona Toeschouwers: 20.735 Scheidsrechter: Michel Piraux |
| 31 maart 1999 «onderlinge duels» 20:45 (UTC+2) | Inzaghi 31' (pen.) | Wedstrijdverslag | Belkevich 24' | Stadio del Conero, Ancona Toeschouwers: 20.735 Scheidsrechter: Michel Piraux |

|                                                |                   |                  |       |                                                                               |
| 31 maart 1999 «onderlinge duels» 20:15 (UTC+2) | Zwitserland       | 2 – 0            | Wales | Letzigrund Stadion, Zürich Toeschouwers: 13.500 Scheidsrechter: Miroslav Liba |
| 31 maart 1999 «onderlinge duels» 20:15 (UTC+2) | Chapuisat 4', 70' | Wedstrijdverslag |       | Letzigrund Stadion, Zürich Toeschouwers: 13.500 Scheidsrechter: Miroslav Liba |

|                                              |             |                  |             |                                                                         |
| 5 juni 1999 «onderlinge duels» 20:15 (UTC+2) | Denemarken  | 1 – 0            | Wit-Rusland | Parken, Kopenhagen Toeschouwers: 24.876 Scheidsrechter: Lucilio Batista |
| 5 juni 1999 «onderlinge duels» 20:15 (UTC+2) | Heintze 23' | Wedstrijdverslag |             | Parken, Kopenhagen Toeschouwers: 24.876 Scheidsrechter: Lucilio Batista |

|                                              |                                             |                  |       |                                                                              |
| 5 juni 1999 «onderlinge duels» 20:45 (UTC+2) | Italië                                      | 4 – 0            | Wales | Stadio DallAra, Bologna Toeschouwers: 12.392 Scheidsrechter: Edgar Steinborn |
| 5 juni 1999 «onderlinge duels» 20:45 (UTC+2) | Vieri 7' Inzaghi 37' Maldini 40' Chiesa 89' | Wedstrijdverslag |       | Stadio DallAra, Bologna Toeschouwers: 12.392 Scheidsrechter: Edgar Steinborn |

|                                              |                  |       |        |                                                                                           |
| 9 juni 1999 «onderlinge duels» 20:15 (UTC+2) | Zwitserland      | 0 – 0 | Italië | Stade Olympique de la Pontaise, Lausanne Toeschouwers: 13.124 Scheidsrechter: Graham Poll |
| 9 juni 1999 «onderlinge duels» 20:15 (UTC+2) | Wedstrijdverslag |       |        | Stade Olympique de la Pontaise, Lausanne Toeschouwers: 13.124 Scheidsrechter: Graham Poll |

|                                              |       |                  |                                 |                                                                                 |
| 9 juni 1999 «onderlinge duels» 19:30 (UTC+1) | Wales | 0 – 2            | Denemarken                      | Anfield, Liverpool (Engeland) Toeschouwers: 10.956 Scheidsrechter: Amand Ancion |
| 9 juni 1999 «onderlinge duels» 19:30 (UTC+1) |       | Wedstrijdverslag | Tommason 84' Tøfting 89' (pen.) | Anfield, Liverpool (Engeland) Toeschouwers: 10.956 Scheidsrechter: Amand Ancion |

|                                                   |                             |                  |                |                                                                        |
| 4 september 1999 «onderlinge duels» 19:15 (UTC+2) | Denemarken                  | 2 – 1            | Zwitserland    | Parken, Kopenhagen Toeschouwers: 41.667 Scheidsrechter: Ryszard Wójcik |
| 4 september 1999 «onderlinge duels» 19:15 (UTC+2) | A. Nielsen 54' Tomasson 81' | Wedstrijdverslag | Türkyilmaz 79' | Parken, Kopenhagen Toeschouwers: 41.667 Scheidsrechter: Ryszard Wójcik |

|                                                   |             |                  |                        |                                                                              |
| 4 september 1999 «onderlinge duels» 17:00 (UTC+3) | Wit-Rusland | 1 – 2            | Wales                  | Dinamostadion, Minsk Toeschouwers: 25.000 Scheidsrechter: Tom Henning Øvrebø |
| 4 september 1999 «onderlinge duels» 17:00 (UTC+3) | Baranov 30' | Wedstrijdverslag | Saunders 42' Giggs 86' | Dinamostadion, Minsk Toeschouwers: 25.000 Scheidsrechter: Tom Henning Øvrebø |

|                                                   |                     |                  |                                                 |                                                                        |
| 8 september 1999 «onderlinge duels» 20:45 (UTC+2) | Italië              | 2 – 3            | Denemarken                                      | Stadio San Paolo, Napoli Toeschouwers: 48.919 Scheidsrechter: Dick Jol |
| 8 september 1999 «onderlinge duels» 20:45 (UTC+2) | Fuser 10' Vieri 34' | Wedstrijdverslag | Jørgensen 39' (pen.) Wieghorst 57' Tomasson 63' | Stadio San Paolo, Napoli Toeschouwers: 48.919 Scheidsrechter: Dick Jol |

|                                                   |                            |                  |             |                                                                                             |
| 8 september 1999 «onderlinge duels» 20:15 (UTC+2) | Zwitserland                | 2 – 0            | Wit-Rusland | Stade Olympique de la Pontaise, Lausanne Toeschouwers: 12.500 Scheidsrechter: Leslie Irvine |
| 8 september 1999 «onderlinge duels» 20:15 (UTC+2) | Türkyilmaz 68', 86' (pen.) | Wedstrijdverslag |             | Stade Olympique de la Pontaise, Lausanne Toeschouwers: 12.500 Scheidsrechter: Leslie Irvine |

|                                                 |                  |       |        |                                                                          |
| 9 oktober 1999 «onderlinge duels» 20:30 (UTC+3) | Wit-Rusland      | 0 – 0 | Italië | Dinamostadion, Minsk Toeschouwers: 32.000 Scheidsrechter: Claude Colombo |
| 9 oktober 1999 «onderlinge duels» 20:30 (UTC+3) | Wedstrijdverslag |       |        | Dinamostadion, Minsk Toeschouwers: 32.000 Scheidsrechter: Claude Colombo |

|                                                 |       |                  |                      |                                                                                   |
| 9 oktober 1999 «onderlinge duels» 19:30 (UTC+1) | Wales | 0 – 2            | Zwitserland          | Racecourse Ground, Wrexham Toeschouwers: 5.064 Scheidsrechter: Spiridon Papadakos |
| 9 oktober 1999 «onderlinge duels» 19:30 (UTC+1) |       | Wedstrijdverslag | Ray 16' Bühlmann 59' | Racecourse Ground, Wrexham Toeschouwers: 5.064 Scheidsrechter: Spiridon Papadakos |

### Groep 2
Het vooraf geplaatste Noorwegen had een valse start door met 1-3 thuis van Letland en gelijk te spelen tegen Albanië, maar won daarna alle wedstrijden. In de beslissende wedstrijd won Noorwegen met 4-0 van de enige concurrent Slovenië, na een half uur stond het al 3-0. Slovenië was bij de loting als laatste geplaatst, maar profiteerde van veel puntverlies van Griekenland. Griekenland was definitief uitgeschakeld na een thuisnederlaag tegen Letland, terwijl de Slovenen twee maal van dezelfde tegenstander wonnen. Grote man was de bij FC Porto spelende Zlatko Zahovič met acht doelpunten. Slovenië moest play-offwedstrijden spelen tegen Oekraïne.
| Pos | Land        | Wed | Win | Gel | Ver | DV | DT | +/- | Pnt |
| --- | ----------- | --- | --- | --- | --- | -- | -- | --- | --- |
| 1   | Noorwegen   | 10  | 8   | 1   | 1   | 21 | 9  | +12 | 25  |
| 2   | Slovenië    | 10  | 5   | 2   | 3   | 12 | 14 | –2  | 17  |
| 3   | Griekenland | 10  | 4   | 3   | 3   | 13 | 8  | +5  | 15  |
| 4   | Letland     | 10  | 3   | 4   | 3   | 13 | 12 | +1  | 13  |
| 5   | Albanië     | 10  | 1   | 4   | 5   | 8  | 14 | –6  | 7   |
| 6   | Georgië     | 10  | 1   | 2   | 7   | 8  | 18 | –10 | 5   |

|                                                   |                  |                  |         |                                                                                       |
| 5 september 1998 «onderlinge duels» 19:00 (UTC+5) | Georgië          | 1 – 0            | Albanië | Boris Paitsjadzestadion, Tbilisi Toeschouwers: 25.000 Scheidsrechter: Claude Détruche |
| 5 september 1998 «onderlinge duels» 19:00 (UTC+5) | A. Arveladze 66' | Wedstrijdverslag |         | Boris Paitsjadzestadion, Tbilisi Toeschouwers: 25.000 Scheidsrechter: Claude Détruche |

|                                                   |                                    |                  |                  |                                                                                                   |
| 6 september 1998 «onderlinge duels» 20:00 (UTC+3) | Griekenland                        | 2 – 2            | Slovenië         | Olympisch Stadion Spyridon Louis, Athene Toeschouwers: 28.908 Scheidsrechter: Alfredo Trentalange |
| 6 september 1998 «onderlinge duels» 20:00 (UTC+3) | Machlas 55' (pen.) Frantzeskos 58' | Wedstrijdverslag | Zahovič 18', 72' | Olympisch Stadion Spyridon Louis, Athene Toeschouwers: 28.908 Scheidsrechter: Alfredo Trentalange |

|                                                   |               |                  |                                              |                                                                           |
| 6 september 1998 «onderlinge duels» 20:15 (UTC+2) | Noorwegen     | 1 – 3            | Letland                                      | Ullevaalstadion, Oslo Toeschouwers: 11.031 Scheidsrechter: Sergei Shmolik |
| 6 september 1998 «onderlinge duels» 20:15 (UTC+2) | Solbakken 17' | Wedstrijdverslag | Pahars 11' Štolcers 53' Zemļinskis 64' (pen) | Ullevaalstadion, Oslo Toeschouwers: 11.031 Scheidsrechter: Sergei Shmolik |

|                                                  |             |                  |         |                                                                           |
| 10 oktober 1998 «onderlinge duels» 18:30 (UTC+3) | Letland     | 1 – 0            | Georgië | Daugavastadion, Riga Toeschouwers: 1.900 Scheidsrechter: Constantin Zotta |
| 10 oktober 1998 «onderlinge duels» 18:30 (UTC+3) | Štolcers 2' | Wedstrijdverslag |         | Daugavastadion, Riga Toeschouwers: 1.900 Scheidsrechter: Constantin Zotta |

|                                                  |             |                  |                    |                                                                                   |
| 10 oktober 1998 «onderlinge duels» 20:00 (UTC+2) | Slovenië    | 1 – 2            | Noorwegen          | Bežigradstadion, Ljubljana Toeschouwers: 6.200 Scheidsrechter: Andreas Schluchter |
| 10 oktober 1998 «onderlinge duels» 20:00 (UTC+2) | Zahovič 24' | Wedstrijdverslag | Flo 45' Rekdal 80' | Bežigradstadion, Ljubljana Toeschouwers: 6.200 Scheidsrechter: Andreas Schluchter |

|                                                  |                                             |                  |         |                                                                                             |
| 14 oktober 1998 «onderlinge duels» 18:00 (UTC+3) | Griekenland                                 | 3 – 0            | Georgië | Olympisch Stadion Spyridon Louis, Athene Toeschouwers: 12.681 Scheidsrechter: Atanas Uzunov |
| 14 oktober 1998 «onderlinge duels» 18:00 (UTC+3) | Machlas 12' Lyberopoulos 15' Ouzounidis 36' | Wedstrijdverslag |         | Olympisch Stadion Spyridon Louis, Athene Toeschouwers: 12.681 Scheidsrechter: Atanas Uzunov |

|                                                  |                        |                  |                    |                                                                         |
| 14 oktober 1998 «onderlinge duels» 19:00 (UTC+2) | Noorwegen              | 2 – 2            | Albanië            | Ullevaalstadion, Oslo Toeschouwers: 17.770 Scheidsrechter: Gerd Grabher |
| 14 oktober 1998 «onderlinge duels» 19:00 (UTC+2) | Rekdal 81' H. Berg 86' | Wedstrijdverslag | Bushi 37' Tare 52' | Ullevaalstadion, Oslo Toeschouwers: 17.770 Scheidsrechter: Gerd Grabher |

|                                                  |            |                  |         |                                                                           |
| 14 oktober 1998 «onderlinge duels» 20:00 (UTC+2) | Slovenië   | 1 – 0            | Letland | Ljudski vrt, Maribor Toeschouwers: 3.292 Scheidsrechter: Karen Nalbandyan |
| 14 oktober 1998 «onderlinge duels» 20:00 (UTC+2) | Udovič 86' | Wedstrijdverslag |         | Ljudski vrt, Maribor Toeschouwers: 3.292 Scheidsrechter: Karen Nalbandyan |

|                                                   |                  |       |             |                                                                                             |
| 18 november 1998 «onderlinge duels» 15:00 (UTC+1) | Albanië          | 0 – 0 | Griekenland | Qemal Stafastadion, Tirana Toeschouwers: 18.670 Scheidsrechter: Victor Jose Esquinas Torres |
| 18 november 1998 «onderlinge duels» 15:00 (UTC+1) | Wedstrijdverslag |       |             | Qemal Stafastadion, Tirana Toeschouwers: 18.670 Scheidsrechter: Victor Jose Esquinas Torres |

|                                                |                |                  |           |                                                                                   |
| 27 maart 1999 «onderlinge duels» 20:00 (UTC+4) | Georgië        | 1 – 1            | Slovenië  | Boris Paitsjadzestadion, Tbilisi Toeschouwers: 20.000 Scheidsrechter: Alain Hamer |
| 27 maart 1999 «onderlinge duels» 20:00 (UTC+4) | Dzhanashia 42' | Wedstrijdverslag | Knavs 52' | Boris Paitsjadzestadion, Tbilisi Toeschouwers: 20.000 Scheidsrechter: Alain Hamer |

|                                                |             |                  |                   |                                                                                             |
| 27 maart 1999 «onderlinge duels» 19:30 (UTC+2) | Griekenland | 0 – 2            | Noorwegen         | Olympisch Stadion Spyridon Louis, Athene Toeschouwers: 42.566 Scheidsrechter: Leslie Irvine |
| 27 maart 1999 «onderlinge duels» 19:30 (UTC+2) |             | Wedstrijdverslag | Solskjær 37', 86' | Olympisch Stadion Spyridon Louis, Athene Toeschouwers: 42.566 Scheidsrechter: Leslie Irvine |

|                                                |                  |       |             |                                                                           |
| 31 maart 1999 «onderlinge duels» 20:00 (UTC+3) | Letland          | 0 – 0 | Griekenland | Daugavastadion, Riga Toeschouwers: 4.300 Scheidsrechter: Knud Erik Fisker |
| 31 maart 1999 «onderlinge duels» 20:00 (UTC+3) | Wedstrijdverslag |       |             | Daugavastadion, Riga Toeschouwers: 4.300 Scheidsrechter: Knud Erik Fisker |

|                                                |                  |       |         |                                                                      |
| 28 april 1999 «onderlinge duels» 19:00 (UTC+3) | Letland          | 0 – 0 | Albanië | Daugavastadion, Riga Toeschouwers: 2.700 Scheidsrechter: Eric Romain |
| 28 april 1999 «onderlinge duels» 19:00 (UTC+3) | Wedstrijdverslag |       |         | Daugavastadion, Riga Toeschouwers: 2.700 Scheidsrechter: Eric Romain |

|                                                |                |                  |                                       |                                                                                   |
| 28 april 1999 «onderlinge duels» 21:00 (UTC+5) | Georgië        | 1 – 4            | Noorwegen                             | Boris Paitsjadzestadion, Tbilisi Toeschouwers: 15.000 Scheidsrechter: Sándor Puhl |
| 28 april 1999 «onderlinge duels» 21:00 (UTC+5) | Dzhanashia 57' | Wedstrijdverslag | Iversen 16' Flo 25', 35' Solskjær 37' | Boris Paitsjadzestadion, Tbilisi Toeschouwers: 15.000 Scheidsrechter: Sándor Puhl |

|                                              |            |                  |         |                                                                       |
| 30 mei 1999 «onderlinge duels» 19:15 (UTC+2) | Noorwegen  | 1 – 0            | Georgië | Ullevaalstadion, Oslo Toeschouwers: 18.236 Scheidsrechter: Luc Huyghe |
| 30 mei 1999 «onderlinge duels» 19:15 (UTC+2) | Iversen 4' | Wedstrijdverslag |         | Ullevaalstadion, Oslo Toeschouwers: 18.236 Scheidsrechter: Luc Huyghe |

|                                              |              |                  |                              |                                                                                    |
| 5 juni 1999 «onderlinge duels» 21:00 (UTC+5) | Georgië      | 1 – 2            | Griekenland                  | Boris Paitsjadzestadion, Tbilisi Toeschouwers: 7.400 Scheidsrechter: William Young |
| 5 juni 1999 «onderlinge duels» 21:00 (UTC+5) | Ketsbaia 55' | Wedstrijdverslag | Mavrogenidis 85' Machlas 89' | Boris Paitsjadzestadion, Tbilisi Toeschouwers: 7.400 Scheidsrechter: William Young |

|                                              |          |                  |                    |                                                                              |
| 5 juni 1999 «onderlinge duels» 18:00 (UTC+2) | Albanië  | 1 – 2            | Noorwegen          | Qemal Stafastadion, Tirana Toeschouwers: 5.000 Scheidsrechter: Livio Bazzoli |
| 5 juni 1999 «onderlinge duels» 18:00 (UTC+2) | Tare 16' | Wedstrijdverslag | Iversen 3' Flo 83' | Qemal Stafastadion, Tirana Toeschouwers: 5.000 Scheidsrechter: Livio Bazzoli |

|                                              |            |                  |                         |                                                                                  |
| 5 juni 1999 «onderlinge duels» 18:30 (UTC+3) | Letland    | 1 – 2            | Slovenië                | Daugavastadion, Riga Toeschouwers: 2.800 Scheidsrechter: Juan Manuel Brito Arceo |
| 5 juni 1999 «onderlinge duels» 18:30 (UTC+3) | Pahars 18' | Wedstrijdverslag | Zahovič 27', 43' (pen.) | Daugavastadion, Riga Toeschouwers: 2.800 Scheidsrechter: Juan Manuel Brito Arceo |

|                                              |         |                  |                    |                                                                              |
| 9 juni 1999 «onderlinge duels» 20:00 (UTC+2) | Albanië | 0 – 1            | Slovenië           | Qemal Stafastadion, Tirana Toeschouwers: 8.000 Scheidsrechter: Adrian Stoica |
| 9 juni 1999 «onderlinge duels» 20:00 (UTC+2) |         | Wedstrijdverslag | Zahovič 26' (pen.) | Qemal Stafastadion, Tirana Toeschouwers: 8.000 Scheidsrechter: Adrian Stoica |

|                                              |                     |                  |                                        |                                                                                             |
| 9 juni 1999 «onderlinge duels» 21:00 (UTC+3) | Griekenland         | 1 – 2            | Letland                                | Olympisch Stadion Spyridon Louis, Athene Toeschouwers: 15.135 Scheidsrechter: Lubomír Puček |
| 9 juni 1999 «onderlinge duels» 21:00 (UTC+3) | Niniadis 37' (pen.) | Wedstrijdverslag | Verpakovskis 24' Zemļinskis 90' (pen.) | Olympisch Stadion Spyridon Louis, Athene Toeschouwers: 15.135 Scheidsrechter: Lubomír Puček |

|                                                   |                        |                  |         |                                                                                 |
| 18 augustus 1999 «onderlinge duels» 20:00 (UTC+2) | Slovenië               | 2 – 0            | Albanië | Bežigradstadion, Ljubljana Toeschouwers: 6.900 Scheidsrechter: Joaquim da Silet |
| 18 augustus 1999 «onderlinge duels» 20:00 (UTC+2) | Zahovič 49' Osterc 80' | Wedstrijdverslag |         | Bežigradstadion, Ljubljana Toeschouwers: 6.900 Scheidsrechter: Joaquim da Silet |

|                                                   |                          |                  |                                 |                                                                            |
| 4 september 1999 «onderlinge duels» 19:30 (UTC+2) | Albanië                  | 3 – 3            | Letland                         | Qemal Stafastadion, Tirana Toeschouwers: 4.000 Scheidsrechter: Alain Hamer |
| 4 september 1999 «onderlinge duels» 19:30 (UTC+2) | Bushi 29', 78' Mukaj 90' | Wedstrijdverslag | Astafjevs 20', 62' Štolcers 70' | Qemal Stafastadion, Tirana Toeschouwers: 4.000 Scheidsrechter: Alain Hamer |

|                                                   |                 |                  |             |                                                                        |
| 4 september 1999 «onderlinge duels» 16:00 (UTC+2) | Noorwegen       | 1 – 0            | Griekenland | Ullevaalstadion, Oslo Toeschouwers: 24.133 Scheidsrechter: Markus Merk |
| 4 september 1999 «onderlinge duels» 16:00 (UTC+2) | Leonhardsen 34' | Wedstrijdverslag |             | Ullevaalstadion, Oslo Toeschouwers: 24.133 Scheidsrechter: Markus Merk |

|                                                   |                          |                  |                  |                                                                             |
| 4 september 1999 «onderlinge duels» 20:00 (UTC+2) | Slovenië                 | 2 – 1            | Georgië          | Bežigradstadion, Ljubljana Toeschouwers: 7.000 Scheidsrechter: Jan Wegereef |
| 4 september 1999 «onderlinge duels» 20:00 (UTC+2) | Ačimovič 48' Zahovič 80' | Wedstrijdverslag | S. Arveladze 55' | Bežigradstadion, Ljubljana Toeschouwers: 7.000 Scheidsrechter: Jan Wegereef |

|                                                   |                                   |                  |                             |                                                                                       |
| 8 september 1999 «onderlinge duels» 19:00 (UTC+5) | Georgië                           | 2 – 2            | Letland                     | Boris Paitsjadzestadion, Tbilisi Toeschouwers: 4.500 Scheidsrechter: Miroslav Radoman |
| 8 september 1999 «onderlinge duels» 19:00 (UTC+5) | S. Arveladze 30' Kavelasjvili 52' | Wedstrijdverslag | Bleidelis 62' Stepanovs 90' | Boris Paitsjadzestadion, Tbilisi Toeschouwers: 4.500 Scheidsrechter: Miroslav Radoman |

|                                                   |                                                             |                  |          |                                                                             |
| 8 september 1999 «onderlinge duels» 19:15 (UTC+2) | Noorwegen                                                   | 4 – 0            | Slovenië | Ullevaalstadion, Oslo Toeschouwers: 24.288 Scheidsrechter: Gilles Veissière |
| 8 september 1999 «onderlinge duels» 19:15 (UTC+2) | Istenič 15' (e.d.) Iversen 17' Solskjær 30' Leonhardsen 67' | Wedstrijdverslag |          | Ullevaalstadion, Oslo Toeschouwers: 24.288 Scheidsrechter: Gilles Veissière |

|                                                 |                           |                  |         |                                                                                               |
| 6 oktober 1999 «onderlinge duels» 21:00 (UTC+3) | Griekenland               | 2 – 0            | Albanië | Olympisch Stadion Spyridon Louis, Athene Toeschouwers: 11.384 Scheidsrechter: Valentin Ivanov |
| 6 oktober 1999 «onderlinge duels» 21:00 (UTC+3) | Tsartas 1' Georgiadis 87' | Wedstrijdverslag |         | Olympisch Stadion Spyridon Louis, Athene Toeschouwers: 11.384 Scheidsrechter: Valentin Ivanov |

|                                                 |                      |                  |                  |                                                                              |
| 9 oktober 1999 «onderlinge duels» 19:00 (UTC+2) | Albanië              | 2 – 1            | Georgië          | Qemal Stafastadion. Tirana Toeschouwers: 650 Scheidsrechter: Alfred Micallef |
| 9 oktober 1999 «onderlinge duels» 19:00 (UTC+2) | Rraklli 30' Kola 36' | Wedstrijdverslag | S. Arveladze 52' | Qemal Stafastadion. Tirana Toeschouwers: 650 Scheidsrechter: Alfred Micallef |

|                                                 |            |                  |                      |                                                                         |
| 9 oktober 1999 «onderlinge duels» 20:00 (UTC+3) | Letland    | 1 – 2            | Noorwegen            | Daugavastadion, Riga Toeschouwers: 2.500 Scheidsrechter: Dietmar Drabek |
| 9 oktober 1999 «onderlinge duels» 20:00 (UTC+3) | Pahars 52' | Wedstrijdverslag | Solskjær 51' Flo 85' | Daugavastadion, Riga Toeschouwers: 2.500 Scheidsrechter: Dietmar Drabek |

|                                                 |          |                  |                                           |                                                                            |
| 9 oktober 1999 «onderlinge duels» 16:45 (UTC+2) | Slovenië | 0 – 3            | Griekenland                               | Ljudski vrt, Maribor Toeschouwers: 2.500 Scheidsrechter: Gamal Al-Ghandour |
| 9 oktober 1999 «onderlinge duels» 16:45 (UTC+2) |          | Wedstrijdverslag | Tsartas 39' Georgiadis 43' Nikolaidis 72' | Ljudski vrt, Maribor Toeschouwers: 2.500 Scheidsrechter: Gamal Al-Ghandour |

### Groep 3
Na een WK waarop Duitsland in de kwartfinale met 3-0 van Kroatië verloor, bleef Berti Vogts in eerste instantie aan, maar na een mini-toernooi op Malta besloot hij toch op te stappen, Erich Ribbeck volgde hem op. De start was vals, Duitsland verloor met 1-0 dankzij een doelpunt van Hakan Şükür na een fout van doelman Oliver Kahn. De volgende zes wedstrijden werden allemaal gewonnen en omdat enige concurrent Turkije thuis van Finland verloor en gelijkspeelde tegen Moldavië, moest Turkije opnieuw winnen van Duitsland. Het bleef bij 0-0 en Turkije moest play-offwedstrijden spelen tegen Ierland. Voor recordinternational Lothar Matthäus zou het zijn achtste grote toernooi worden.
| Pos | Land          | Wed | Win | Gel | Ver | DV | DT | +/- | Pnt |
| --- | ------------- | --- | --- | --- | --- | -- | -- | --- | --- |
| 1   | Duitsland     | 8   | 6   | 1   | 1   | 20 | 4  | +16 | 19  |
| 2   | Turkije       | 8   | 5   | 2   | 1   | 15 | 6  | +9  | 17  |
| 3   | Finland       | 8   | 3   | 1   | 4   | 13 | 13 | 0   | 10  |
| 4   | Noord-Ierland | 8   | 1   | 2   | 5   | 4  | 19 | –15 | 5   |
| 5   | Moldavië      | 8   | 0   | 4   | 4   | 7  | 17 | –10 | 4   |

|                                                   |                                         |                  |                |                                                                             |
| 5 september 1998 «onderlinge duels» 19:00 (UTC+3) | Finland                                 | 3 – 2            | Moldavië       | Olympiastadion, Helsinki Toeschouwers: 18.717 Scheidsrechter: Graham Barber |
| 5 september 1998 «onderlinge duels» 19:00 (UTC+3) | Kolkka 8' Johansson 44' Paatelainen 63' | Wedstrijdverslag | Oprea 10', 12' | Olympiastadion, Helsinki Toeschouwers: 18.717 Scheidsrechter: Graham Barber |

|                                                   |                           |                  |               |                                                                                    |
| 5 september 1998 «onderlinge duels» 20:30 (UTC+3) | Turkije                   | 3 – 0            | Noord-Ierland | Ali Sami Yenstadion, Istanboel Toeschouwers: 19.840 Scheidsrechter: Ryszard Wójcik |
| 5 september 1998 «onderlinge duels» 20:30 (UTC+3) | Oktay 18', 58' Tayfur 50' | Wedstrijdverslag |               | Ali Sami Yenstadion, Istanboel Toeschouwers: 19.840 Scheidsrechter: Ryszard Wójcik |

|                                                  |               |                  |         |                                                                        |
| 10 oktober 1998 «onderlinge duels» 15:00 (UTC+1) | Noord-Ierland | 1 – 0            | Finland | Windsor Park, Belfast Toeschouwers: 10.002 Scheidsrechter: Zoran Arsić |
| 10 oktober 1998 «onderlinge duels» 15:00 (UTC+1) | Rowland 36'   | Wedstrijdverslag |         | Windsor Park, Belfast Toeschouwers: 10.002 Scheidsrechter: Zoran Arsić |

|                                                  |           |                  |           |                                                                              |
| 10 oktober 1998 «onderlinge duels» 20:00 (UTC+3) | Turkije   | 1 – 0            | Duitsland | Bursa Atatürkstadion, Bursa Toeschouwers: 17.505 Scheidsrechter: Hugh Dallas |
| 10 oktober 1998 «onderlinge duels» 20:00 (UTC+3) | Şükür 70' | Wedstrijdverslag |           | Bursa Atatürkstadion, Bursa Toeschouwers: 17.505 Scheidsrechter: Hugh Dallas |

|                                                  |          |                  |                               |                                                                                         |
| 14 oktober 1998 «onderlinge duels» 20:30 (UTC+3) | Moldavië | 1 – 3            | Duitsland                     | Stadionul Republican, Chisinau Toeschouwers: 5.400 Scheidsrechter: Juan Fernández Marín |
| 14 oktober 1998 «onderlinge duels» 20:30 (UTC+3) | Guzun 6' | Wedstrijdverslag | Kirsten 19', 35' Bierhoff 38' | Stadionul Republican, Chisinau Toeschouwers: 5.400 Scheidsrechter: Juan Fernández Marín |

|                                                  |          |                  |                                             |                                                                                   |
| 14 oktober 1998 «onderlinge duels» 20:30 (UTC+3) | Turkije  | 1 – 3            | Finland                                     | Ali Sami Yenstadion. Istanboel Toeschouwers: 20.420 Scheidsrechter: Václav Krondl |
| 14 oktober 1998 «onderlinge duels» 20:30 (UTC+3) | Ogün 74' | Wedstrijdverslag | Paatelainen 5' Johansson 51' Litmanen 90+6' | Ali Sami Yenstadion. Istanboel Toeschouwers: 20.420 Scheidsrechter: Václav Krondl |

|                                                 |                      |                  |                                  |                                                                            |
| 18 november 1998 «onderlinge duels» 20:00 (UTC) | Noord-Ierland        | 2 – 2            | Moldavië                         | Windsor Park, Belfast Toeschouwers: 11.142 Scheidsrechter: Vladimír Hriňák |
| 18 november 1998 «onderlinge duels» 20:00 (UTC) | Dowie 49' Lennon 63' | Wedstrijdverslag | Gaidamaşchuc 22' Testemiţanu 56' | Windsor Park, Belfast Toeschouwers: 11.142 Scheidsrechter: Vladimír Hriňák |

|                                              |               |                  |                                 |                                                                            |
| 27 maart 1999 «onderlinge duels» 15:00 (UTC) | Noord-Ierland | 0 – 3            | Duitsland                       | Windsor Park, Belfast Toeschouwers: 14.270 Scheidsrechter: Graziano Cesari |
| 27 maart 1999 «onderlinge duels» 15:00 (UTC) |               | Wedstrijdverslag | Bode 11', 43' Morrow 62' (e.d.) | Windsor Park, Belfast Toeschouwers: 14.270 Scheidsrechter: Graziano Cesari |

|                                                |                      |                  |          |                                                                                   |
| 27 maart 1999 «onderlinge duels» 19:00 (UTC+2) | Turkije              | 2 – 0            | Moldavië | Ali Sami Yenstadion, Istanboel Toeschouwers: 19.454 Scheidsrechter: Konrad Plautz |
| 27 maart 1999 «onderlinge duels» 19:00 (UTC+2) | Şükür 34' Sergen 90' | Wedstrijdverslag |          | Ali Sami Yenstadion, Istanboel Toeschouwers: 19.454 Scheidsrechter: Konrad Plautz |

|                                                |                           |                  |         |                                                                                  |
| 31 maart 1999 «onderlinge duels» 20:30 (UTC+2) | Duitsland                 | 2 – 0            | Finland | Frankenstadion, Neurenberg Toeschouwers: 40.758 Scheidsrechter: Sergei Khusainov |
| 31 maart 1999 «onderlinge duels» 20:30 (UTC+2) | Jeremies 31' Neuville 37' | Wedstrijdverslag |         | Frankenstadion, Neurenberg Toeschouwers: 40.758 Scheidsrechter: Sergei Khusainov |

|                                                |                  |       |               |                                                                                  |
| 31 maart 1999 «onderlinge duels» 19:00 (UTC+3) | Moldavië         | 0 – 0 | Noord-Ierland | Stadionul Republican, Chisinau Toeschouwers: 9.237 Scheidsrechter: Edo Trivković |
| 31 maart 1999 «onderlinge duels» 19:00 (UTC+3) | Wedstrijdverslag |       |               | Stadionul Republican, Chisinau Toeschouwers: 9.237 Scheidsrechter: Edo Trivković |

|                                              |                                                       |                  |               |                                                                                  |
| 4 juni 1999 «onderlinge duels» 20:30 (UTC+2) | Duitsland                                             | 6 – 1            | Moldavië      | BayArena, Leverkusen Toeschouwers: 21.000 Scheidsrechter: Jorge Monteiro Coroado |
| 4 juni 1999 «onderlinge duels» 20:30 (UTC+2) | Bierhoff 2', 56', 82' Kirsten 27' Bode 38' Scholl 71' | Wedstrijdverslag | Stratulat 76' | BayArena, Leverkusen Toeschouwers: 21.000 Scheidsrechter: Jorge Monteiro Coroado |

|                                              |                             |                  |                                |                                                                        |
| 5 juni 1999 «onderlinge duels» 19:00 (UTC+3) | Finland                     | 2 – 4            | Turkije                        | Olympiastadion, Helsinki Toeschouwers: 36.042 Scheidsrechter: Dick Jol |
| 5 juni 1999 «onderlinge duels» 19:00 (UTC+3) | Tihinen 10' Paatelainen 14' | Wedstrijdverslag | Tayfur 25', 84' Şükür 34', 87' | Olympiastadion, Helsinki Toeschouwers: 36.042 Scheidsrechter: Dick Jol |

|                                              |                  |       |         |                                                                                     |
| 9 juni 1999 «onderlinge duels» 19:00 (UTC+3) | Moldavië         | 0 – 0 | Finland | Stadionul Republican, Chisinau Toeschouwers: 6.100 Scheidsrechter: Florenzo Treossi |
| 9 juni 1999 «onderlinge duels» 19:00 (UTC+3) | Wedstrijdverslag |       |         | Stadionul Republican, Chisinau Toeschouwers: 6.100 Scheidsrechter: Florenzo Treossi |

|                                                   |           |                  |                  |                                                                                         |
| 4 september 1999 «onderlinge duels» 20:00 (UTC+3) | Finland   | 1 – 2            | Duitsland        | Olympiastadion, Helsinki Toeschouwers: 20.184 Scheidsrechter: Antonio Jesús Lõpez Nieto |
| 4 september 1999 «onderlinge duels» 20:00 (UTC+3) | Salli 63' | Wedstrijdverslag | Bierhoff 2', 17' | Olympiastadion, Helsinki Toeschouwers: 20.184 Scheidsrechter: Antonio Jesús Lõpez Nieto |

|                                                   |               |                  |                    |                                                                      |
| 4 september 1999 «onderlinge duels» 15:00 (UTC+1) | Noord-Ierland | 0 – 3            | Turkije            | Windsor Park, Belfast Toeschouwers: 7.270 Scheidsrechter: Alain Sars |
| 4 september 1999 «onderlinge duels» 15:00 (UTC+1) |               | Wedstrijdverslag | Arif 45', 46', 48' | Windsor Park, Belfast Toeschouwers: 7.270 Scheidsrechter: Alain Sars |

|                                                   |                                 |                  |               |                                                                                |
| 8 september 1999 «onderlinge duels» 20:30 (UTC+2) | Duitsland                       | 4 – 0            | Noord-Ierland | Westfalenstadion, Dortmund Toeschouwers: 41.000 Scheidsrechter: Georgios Bikas |
| 8 september 1999 «onderlinge duels» 20:30 (UTC+2) | Bierhoff 2' Ziege 16', 33', 45' | Wedstrijdverslag |               | Westfalenstadion, Dortmund Toeschouwers: 41.000 Scheidsrechter: Georgios Bikas |

|                                                   |              |                  |            |                                                                                       |
| 8 september 1999 «onderlinge duels» 20:30 (UTC+3) | Moldavië     | 1 – 1            | Turkije    | Stadionul Republican, Chisinau Toeschouwers: 4.500 Scheidsrechter: Andreas Schluchter |
| 8 september 1999 «onderlinge duels» 20:30 (UTC+3) | Iepureanu 3' | Wedstrijdverslag | Tayfur 76' | Stadionul Republican, Chisinau Toeschouwers: 4.500 Scheidsrechter: Andreas Schluchter |

|                                                 |                  |       |         |                                                                                |
| 9 oktober 1999 «onderlinge duels» 19:30 (UTC+2) | Duitsland        | 0 – 0 | Turkije | Olympiastadion, München Toeschouwers: 63.572 Scheidsrechter: Pierluigi Collina |
| 9 oktober 1999 «onderlinge duels» 19:30 (UTC+2) | Wedstrijdverslag |       |         | Olympiastadion, München Toeschouwers: 63.572 Scheidsrechter: Pierluigi Collina |

|                                                 |                                         |                  |               |                                                                           |
| 9 oktober 1999 «onderlinge duels» 19:00 (UTC+3) | Finland                                 | 4 – 1            | Noord-Ierland | Olympiastadion, Helsinki Toeschouwers: 8.217 Scheidsrechter: Amand Ancion |
| 9 oktober 1999 «onderlinge duels» 19:00 (UTC+3) | Johansson 9' Hyypiä 63' Kolkka 73', 83' | Wedstrijdverslag | Whitley 59'   | Olympiastadion, Helsinki Toeschouwers: 8.217 Scheidsrechter: Amand Ancion |

### Groep 4
Frankrijk had net in eigen land de wereldtitel gewonnen, maar begon deze cyclus met puntverlies: 1-1 tegen IJsland, IJsland kwam op voorsprong door een blunder van doelman Fabien Barthez, Christophe Dugarry maakte gelijk. Op dezelfde dag versloeg Oekraïne Rusland met 3-2 voor 82.000 toeschouwers in Kiev. De Russen hadden geen ideale voorbereiding. Vanwege de hardnekkige economische crisis in Rusland stond het vliegtuig van de nationale ploeg urenlang in Moskou te wachten. De autoriteiten in Kiev gaven pas toestemming nadat de vlucht in Amerikaanse dollars werd betaald. Daarna werd thuis van Frankrijk verloren met 2-3 en van IJsland met 1-0 door een eigen doelpunt vlak voor tijd. Na deze wedstrijd werd bondscoach Anatloy Bisjovets ontslagen en vervangen door Oleg Romantsev, de zesde bondscoach in zes jaar. Na drie wedstrijden had Rusland een achterstand van negen en zeven punten op Oekraïne en Frankrijk.
Onder Roamantsev won Rusland zes keer achter elkaar met als hoogtepunt een overwinning in Frankrijk, waar een 2-1-achterstand in het laatste kwartier werd omgebogen naar een 2-3 eindstand. Frankrijk speelde twee keer doelpuntloos gelijk tegen Oekraïne en won van Andorra door een strafschop van Frank Lebœuf in de slotseconden van de wedstrijd. Oekraïne had voor de laatste speeldag één punt voorsprong op Frankrijk en Rusland door een overwinning op IJsland, dat met drie punten achterstand ook nog kans had op de tweede plaats in de groep.
Frankrijk moest winnen van IJsland en hopen op een gelijkspel tussen Rusland en Oekraïne om groepswinnaar te worden. Het verspeelde een 2-0-voorsprong, waarna David Trezeguet het winnende doelpunt maakte. In de op hetzelfde moment gespeelde wedstrijd tussen Rusland en Oekraïne bleef het 0-0 tot in de 76e minuut Valeri Karpin scoorde uit een vrije trap. Op dat moment had Rusland zich rechtstreeks gekwalificeerd. In de 87e minuut scoorde Andrij Sjevtsjenko. Frankrijk was nu geplaatst voor het EK, Oekraïne moest play-offwedstrijden spelen tegen Slovenië en Rusland was definitief uitgeschakeld.
| Pos | Land      | Wed | Win | Gel | Ver | DV | DT | +/- | Pnt |
| --- | --------- | --- | --- | --- | --- | -- | -- | --- | --- |
| 1   | Frankrijk | 10  | 6   | 3   | 1   | 17 | 10 | +7  | 21  |
| 2   | Oekraïne  | 10  | 5   | 5   | 0   | 14 | 4  | +10 | 20  |
| 3   | Rusland   | 10  | 6   | 1   | 3   | 22 | 12 | +10 | 19  |
| 4   | IJsland   | 10  | 4   | 3   | 3   | 12 | 7  | +5  | 15  |
| 5   | Armenië   | 10  | 2   | 2   | 6   | 8  | 15 | –7  | 8   |
| 6   | Andorra   | 10  | 0   | 0   | 10  | 3  | 28 | –25 | 0   |

|                                                   |                              |                  |                    |                                                                       |
| 5 september 1998 «onderlinge duels» 18:00 (UTC+5) | Armenië                      | 3 – 1            | Andorra            | Hrazdan, Yerevan Toeschouwers: 8.000 Scheidsrechter: Richard O'Hanlon |
| 5 september 1998 «onderlinge duels» 18:00 (UTC+5) | Avalyan 40' Yesayan 71', 90' | Wedstrijdverslag | Heredia 85' (pen.) | Hrazdan, Yerevan Toeschouwers: 8.000 Scheidsrechter: Richard O'Hanlon |

|                                                 |             |                  |             |                                                                               |
| 5 september 1998 «onderlinge duels» 18:45 (UTC) | IJsland     | 1 – 1            | Frankrijk   | Laugardalsvöllur, Reykjavik Toeschouwers: 10.382 Scheidsrechter: Eric Blareau |
| 5 september 1998 «onderlinge duels» 18:45 (UTC) | Daðason 32' | Wedstrijdverslag | Dugarry 35' | Laugardalsvöllur, Reykjavik Toeschouwers: 10.382 Scheidsrechter: Eric Blareau |

|                                                   |                                           |                  |                         |                                                                        |
| 5 september 1998 «onderlinge duels» 19:00 (UTC+3) | Oekraïne                                  | 3 – 2            | Rusland                 | NSK Olimpiejsky, Kiev Toeschouwers: 82.100 Scheidsrechter: Markus Merk |
| 5 september 1998 «onderlinge duels» 19:00 (UTC+3) | Popov 14' Skasjenko 24' Rebrov 74' (pen.) | Wedstrijdverslag | Varlamov 67' Onopko 88' | NSK Olimpiejsky, Kiev Toeschouwers: 82.100 Scheidsrechter: Markus Merk |

|                                                  |         |                  |                         |                                                                                     |
| 10 oktober 1998 «onderlinge duels» 18:00 (UTC+2) | Andorra | 0 – 2            | Oekraïne                | Estadi Comunal d'Aixovall, Aixovall Toeschouwers: 850 Scheidsrechter: Anton Guetzov |
| 10 oktober 1998 «onderlinge duels» 18:00 (UTC+2) |         | Wedstrijdverslag | Kosovsky 32' Rebrov 44' | Estadi Comunal d'Aixovall, Aixovall Toeschouwers: 850 Scheidsrechter: Anton Guetzov |

|                                                  |                  |       |         |                                                                    |
| 10 oktober 1998 «onderlinge duels» 18:00 (UTC+5) | Armenië          | 0 – 0 | IJsland | Hrazdan, Yerevan Toeschouwers: 6.000 Scheidsrechter: Morgan Norman |
| 10 oktober 1998 «onderlinge duels» 18:00 (UTC+5) | Wedstrijdverslag |       |         | Hrazdan, Yerevan Toeschouwers: 6.000 Scheidsrechter: Morgan Norman |

|                                                  |                           |                  |                                     |                                                                                          |
| 10 oktober 1998 «onderlinge duels» 20:00 (UTC+4) | Rusland                   | 2 – 3            | Frankrijk                           | Olympisch Stadion Loezjniki, Moskou Toeschouwers: 20.989 Scheidsrechter: Piero Ceccarini |
| 10 oktober 1998 «onderlinge duels» 20:00 (UTC+4) | Yanovski 45' Mostovoj 55' | Wedstrijdverslag | Anelka 13' Pirès 28' Boghossian 81' | Olympisch Stadion Loezjniki, Moskou Toeschouwers: 20.989 Scheidsrechter: Piero Ceccarini |

|                                                  |                           |                  |         |                                                                         |
| 14 oktober 1998 «onderlinge duels» 20:45 (UTC+2) | Frankrijk                 | 2 – 0            | Andorra | Stade de France, Parijs Toeschouwers: 75.416 Scheidsrechter: Dani Koren |
| 14 oktober 1998 «onderlinge duels» 20:45 (UTC+2) | Candela 54' Djorkaeff 59' | Wedstrijdverslag |         | Stade de France, Parijs Toeschouwers: 75.416 Scheidsrechter: Dani Koren |

|                                                |                    |                  |         |                                                                              |
| 14 oktober 1998 «onderlinge duels» 17:45 (UTC) | IJsland            | 1 – 0            | Rusland | Laugardalsvöllur, Reykjavik Toeschouwers: 3.345 Scheidsrechter: René Temmink |
| 14 oktober 1998 «onderlinge duels» 17:45 (UTC) | Kovtoen 87' (e.d.) | Wedstrijdverslag |         | Laugardalsvöllur, Reykjavik Toeschouwers: 3.345 Scheidsrechter: René Temmink |

|                                                  |                         |                  |         |                                                                        |
| 14 oktober 1998 «onderlinge duels» 19:00 (UTC+3) | Oekraïne                | 2 – 0            | Armenië | NSK Olimpiejsky, Kiev Toeschouwers: 14.850 Scheidsrechter: Marcel Lică |
| 14 oktober 1998 «onderlinge duels» 19:00 (UTC+3) | Skasjenko 31' Husyn 80' | Wedstrijdverslag |         | NSK Olimpiejsky, Kiev Toeschouwers: 14.850 Scheidsrechter: Marcel Lică |

|                                                |         |                  |                                 |                                                                                     |
| 27 maart 1999 «onderlinge duels» 19:00 (UTC+1) | Andorra | 0 – 2            | IJsland                         | Estadi Comunal d'Aixovall, Aixovall Toeschouwers: 900 Scheidsrechter: Charles Agius |
| 27 maart 1999 «onderlinge duels» 19:00 (UTC+1) |         | Wedstrijdverslag | E. Sverrisson 58' Adolfsson 67' | Estadi Comunal d'Aixovall, Aixovall Toeschouwers: 900 Scheidsrechter: Charles Agius |

|                                                |         |                  |                                         |                                                                   |
| 27 maart 1999 «onderlinge duels» 20:00 (UTC+4) | Armenië | 0 – 3            | Rusland                                 | Hrazdan, Jerevan Toeschouwers: 10.000 Scheidsrechter: Terje Hauge |
| 27 maart 1999 «onderlinge duels» 20:00 (UTC+4) |         | Wedstrijdverslag | Karpin 7', 63' (pen.) Bjestsjastnik 89' | Hrazdan, Jerevan Toeschouwers: 10.000 Scheidsrechter: Terje Hauge |

|                                                |                  |       |          |                                                                            |
| 27 maart 1999 «onderlinge duels» 20:00 (UTC+1) | Frankrijk        | 0 – 0 | Oekraïne | Stade de France, Parijs Toeschouwers: 78.519 Scheidsrechter: Günther Benkö |
| 27 maart 1999 «onderlinge duels» 20:00 (UTC+1) | Wedstrijdverslag |       |          | Stade de France, Parijs Toeschouwers: 78.519 Scheidsrechter: Günther Benkö |

|                                                |                        |                  |         |                                                                             |
| 31 maart 1999 «onderlinge duels» 20:45 (UTC+2) | Frankrijk              | 2 – 0            | Armenië | Stade de France, Parijs Toeschouwers: 78.852 Scheidsrechter: Georgios Bikas |
| 31 maart 1999 «onderlinge duels» 20:45 (UTC+2) | Wiltord 3' Dugarry 45' | Wedstrijdverslag |         | Stade de France, Parijs Toeschouwers: 78.852 Scheidsrechter: Georgios Bikas |

|                                                |                                                                         |                  |          |                                                                             |
| 31 maart 1999 «onderlinge duels» 19:00 (UTC+4) | Rusland                                                                 | 6 – 1            | Andorra  | Lokomotivstadion, Moskou Toeschouwers: 10.333 Scheidsrechter: Mikko Vuorela |
| 31 maart 1999 «onderlinge duels» 19:00 (UTC+4) | Titov 8' Bjestsjastnik 11', 62' Onopko 42' Tsymbalar 50' Alenitsjev 90' | Wedstrijdverslag | Soto 73' | Lokomotivstadion, Moskou Toeschouwers: 10.333 Scheidsrechter: Mikko Vuorela |

|                                                |             |                  |                  |                                                                       |
| 31 maart 1999 «onderlinge duels» 19:00 (UTC+3) | Oekraïne    | 1 – 1            | IJsland          | NSK Olimpiejsky, Kiev Toeschouwers: 40.000 Scheidsrechter: Dani Koren |
| 31 maart 1999 «onderlinge duels» 19:00 (UTC+3) | Vaschuk 59' | Wedstrijdverslag | L.Sigurðsson 66' | NSK Olimpiejsky, Kiev Toeschouwers: 40.000 Scheidsrechter: Dani Koren |

|                                              |                       |                  |                           |                                                                          |
| 5 juni 1999 «onderlinge duels» 20:45 (UTC+2) | Frankrijk             | 2 – 3            | Rusland                   | Stade de France, Parijs Toeschouwers: 78.228 Scheidsrechter: Paul Durkin |
| 5 juni 1999 «onderlinge duels» 20:45 (UTC+2) | Petit 48' Wiltord 54' | Wedstrijdverslag | Panov 40', 75' Karpin 87' | Stade de France, Parijs Toeschouwers: 78.228 Scheidsrechter: Paul Durkin |

|                                            |                                |                  |         |                                                                               |
| 5 juni 1999 «onderlinge duels» 16:00 (UTC) | IJsland                        | 2 – 0            | Armenië | Laugardalsvöllur, Reykjavik Toeschouwers: 5.565 Scheidsrechter: Mikko Vuorela |
| 5 juni 1999 «onderlinge duels» 16:00 (UTC) | Daðason 30' R. Kristinsson 46' | Wedstrijdverslag |         | Laugardalsvöllur, Reykjavik Toeschouwers: 5.565 Scheidsrechter: Mikko Vuorela |

|                                              |                                              |                  |         |                                                                             |
| 5 juni 1999 «onderlinge duels» 19:00 (UTC+3) | Oekraïne                                     | 4 – 0            | Andorra | NSK Olimpiejsky, Kiev Toeschouwers: 49.000 Scheidsrechter: Andreas Georgiou |
| 5 juni 1999 «onderlinge duels» 19:00 (UTC+3) | Popov 38' Rebrov 41' Dmytrulin 56' Husyn 89' | Wedstrijdverslag |         | NSK Olimpiejsky, Kiev Toeschouwers: 49.000 Scheidsrechter: Andreas Georgiou |

|                                              |         |                  |                   |                                                                                                 |
| 9 juni 1999 «onderlinge duels» 20:45 (UTC+2) | Andorra | 0 – 1            | Frankrijk         | Estadi Olímpic de Montjuïc, Barcelona (Spanje) Toeschouwers: 7.600 Scheidsrechter: Michael Ross |
| 9 juni 1999 «onderlinge duels» 20:45 (UTC+2) |         | Wedstrijdverslag | Lebœuf 86' (pen.) | Estadi Olímpic de Montjuïc, Barcelona (Spanje) Toeschouwers: 7.600 Scheidsrechter: Michael Ross |

|                                              |                  |       |          |                                                                     |
| 9 juni 1999 «onderlinge duels» 19:00 (UTC+5) | Armenië          | 0 – 0 | Oekraïne | Hrazdan, Yerevan Toeschouwers: 15.000 Scheidsrechter: Roberto Boggi |
| 9 juni 1999 «onderlinge duels» 19:00 (UTC+5) | Wedstrijdverslag |       |          | Hrazdan, Yerevan Toeschouwers: 15.000 Scheidsrechter: Roberto Boggi |

|                                              |            |                  |         |                                                                        |
| 9 juni 1999 «onderlinge duels» 19:00 (UTC+4) | Rusland    | 1 – 0            | IJsland | Dinamostadion, Moskou Toeschouwers: 33.900 Scheidsrechter: Metin Tokat |
| 9 juni 1999 «onderlinge duels» 19:00 (UTC+4) | Karpin 44' | Wedstrijdverslag |         | Dinamostadion, Moskou Toeschouwers: 33.900 Scheidsrechter: Metin Tokat |

|                                                 |                                                   |                  |         |                                                                               |
| 4 september 1999 «onderlinge duels» 16:00 (UTC) | IJsland                                           | 3 – 0            | Andorra | Laugardalsvöllur, Reykjavik Toeschouwers: 5.210 Scheidsrechter: Miroslav Liba |
| 4 september 1999 «onderlinge duels» 16:00 (UTC) | Þ.Guðjónsson 29' Hreidarsson 32' E.Guðjohnsen 90' | Wedstrijdverslag |         | Laugardalsvöllur, Reykjavik Toeschouwers: 5.210 Scheidsrechter: Miroslav Liba |

|                                                   |                                    |                  |         |                                                                                        |
| 4 september 1999 «onderlinge duels» 19:00 (UTC+4) | Rusland                            | 2 – 0            | Armenië | Olympisch Stadion Loezjniki, Moskou Toeschouwers: 36.000 Scheidsrechter: Charles Agius |
| 4 september 1999 «onderlinge duels» 19:00 (UTC+4) | Bestsjastnych 8' (pen.) Karpin 70' | Wedstrijdverslag |         | Olympisch Stadion Loezjniki, Moskou Toeschouwers: 36.000 Scheidsrechter: Charles Agius |

|                                                   |                  |       |           |                                                                        |
| 4 september 1999 «onderlinge duels» 19:00 (UTC+3) | Oekraïne         | 0 – 0 | Frankrijk | NSK Olimpiejsky, Kiev Toeschouwers: 70.000 Scheidsrechter: Hugh Dallas |
| 4 september 1999 «onderlinge duels» 19:00 (UTC+3) | Wedstrijdverslag |       |           | NSK Olimpiejsky, Kiev Toeschouwers: 70.000 Scheidsrechter: Hugh Dallas |

|                                                   |                          |                  |                 |                                                                                     |
| 8 september 1999 «onderlinge duels» 18:30 (UTC+2) | Andorra                  | 1 – 2            | Rusland         | Estadi Comunal d'Aixovall, Aixovall Toeschouwers: 1.000 Scheidsrechter: Jørn Larsen |
| 8 september 1999 «onderlinge duels» 18:30 (UTC+2) | Ruíz González 39' (pen.) | Wedstrijdverslag | Onopko 22', 57' | Estadi Comunal d'Aixovall, Aixovall Toeschouwers: 1.000 Scheidsrechter: Jørn Larsen |

|                                                 |         |                  |                   |                                                                                    |
| 8 september 1999 «onderlinge duels» 18:00 (UTC) | IJsland | 0 – 1            | Oekraïne          | Laugardalsvöllur, Reykjavik Toeschouwers: 7.072 Scheidsrechter: Vítor Melo Pereira |
| 8 september 1999 «onderlinge duels» 18:00 (UTC) |         | Wedstrijdverslag | Rebrov 43' (pen.) | Laugardalsvöllur, Reykjavik Toeschouwers: 7.072 Scheidsrechter: Vítor Melo Pereira |

|                                                   |                                     |                  |                                               |                                                                     |
| 8 september 1999 «onderlinge duels» 21:00 (UTC+5) | Armenië                             | 2 – 3            | Frankrijk                                     | Hrazdan, Yerevan Toeschouwers: 14.500 Scheidsrechter: Atanas Uzunov |
| 8 september 1999 «onderlinge duels» 21:00 (UTC+5) | Mikaelyan 6' Shahgeldyan 90' (pen.) | Wedstrijdverslag | Djorkaeff 45' (pen.) Zidane 67' Laslandes 74' | Hrazdan, Yerevan Toeschouwers: 14.500 Scheidsrechter: Atanas Uzunov |

|                                                 |         |                  |                                             |                                                                                   |
| 9 oktober 1999 «onderlinge duels» 16:00 (UTC+2) | Andorra | 0 – 3            | Armenië                                     | Estadi Comunal d'Aixovall, Aixovall Toeschouwers: 700 Scheidsrechter: Peter Jones |
| 9 oktober 1999 «onderlinge duels» 16:00 (UTC+2) |         | Wedstrijdverslag | A.Petrosyan 26' Yesayan 59' Shahgeldyan 63' | Estadi Comunal d'Aixovall, Aixovall Toeschouwers: 700 Scheidsrechter: Peter Jones |

|                                                 |                                                |                  |                                 |                                                                              |
| 9 oktober 1999 «onderlinge duels» 18:00 (UTC+2) | Frankrijk                                      | 3 – 2            | IJsland                         | Stade de France, Parijs Toeschouwers: 78.391 Scheidsrechter: Bernd Heynemann |
| 9 oktober 1999 «onderlinge duels» 18:00 (UTC+2) | Daðason 17' (e.d.) Djorkaeff 38' Trezeguet 71' | Wedstrijdverslag | E.Sverrisson 47' Gunnarsson 56' | Stade de France, Parijs Toeschouwers: 78.391 Scheidsrechter: Bernd Heynemann |

|                                                 |            |                  |                 |                                                                                        |
| 9 oktober 1999 «onderlinge duels» 20:00 (UTC+4) | Rusland    | 1 – 1            | Oekraïne        | Olympisch Stadion Loezjniki, Moskou Toeschouwers: 74.800 Scheidsrechter: David Elleray |
| 9 oktober 1999 «onderlinge duels» 20:00 (UTC+4) | Karpin 75' | Wedstrijdverslag | Sjevtsjenko 87' | Olympisch Stadion Loezjniki, Moskou Toeschouwers: 74.800 Scheidsrechter: David Elleray |

### Groep 5
Polen en Engeland troffen elkaar voor de vijfde keer in zes WK-of EK-kwalificatiereeksen. Bij Bulgarije namen alle routiniers behalve Christo Stoitsjkov afscheid van het team en halverwege de cyclus ook hij. Na één wedstrijd had de ploeg een achterstand door een thuisnederlaag tegen Polen: 0-3. Zweden kwam in de eerste wedstrijd tegen Engeland in de eerste minuut op achterstand door een vrije trap van Alan Shearer. Het zou het enige tegendoelpunt zijn van de Zweden in de hele kwalificatie. Nog voor rust kwam Zweden op een 2-1-voorsprong. Het won daarna alle wedstrijden, behalve een doelpuntloos gelijkspel in het Wembley Stadium. Zweden maakte tien doelpunten in acht wedstrijden.
Engeland begon de kwalificatie met een nederlaag tegen Zweden en een doelpuntloos gelijkspel tegen Bulgarije. In januari werd coach Glenn Hoddle ontslagen. Aanleiding vormde zijn uitspraak dat gehandicapten hun handicap hebben gekregen vanwege fouten in een vorig leven. Hij werd opgevolgd door Kevin Keegan. Drie van de acht wedstrijden werden gewonnen: tweemaal tegen Luxemburg en thuis tegen Polen, waarbij Paul Scholes driemaal scoorde (3-1 eindstand).
In de laatste wedstrijd tegen Polen hadden beide ploegen evenveel punten, alleen had Engeland één wedstrijd meer gespeeld. Het werd 0–0, waarbij David Batty in de slotfase een rode kaart ontving. Engeland was nu uitgespeeld en moest hopen op een nederlaag van Polen tegen het al geplaatste Zweden. Zweden redde Engeland door met 2-0 te winnen en Engeland moest nu play-offwedstrijden spelen tegen Schotland. Polen miste de kans om zich voor het sinds 1986 te plaatsen voor een groot toernooi en ontsloeg de coach.
| Pos | Land      | Wed | Win | Gel | Ver | DV | DT | +/- | Pnt |
| --- | --------- | --- | --- | --- | --- | -- | -- | --- | --- |
| 1   | Zweden    | 8   | 7   | 1   | 0   | 10 | 1  | +9  | 22  |
| 2   | Engeland  | 8   | 3   | 4   | 1   | 14 | 4  | +10 | 13  |
| 3   | Polen     | 8   | 4   | 1   | 3   | 12 | 8  | +4  | 13  |
| 4   | Bulgarije | 8   | 2   | 2   | 4   | 6  | 8  | –2  | 8   |
| 5   | Luxemburg | 8   | 0   | 0   | 8   | 2  | 23 | –21 | 0   |

Engeland plaatst zich voor de play-off op basis van het onderling resultaat met Polen.
|                                                   |                              |                  |            |                                                                                         |
| 5 september 1998 «onderlinge duels» 18:00 (UTC+2) | Zweden                       | 2 – 1            | Engeland   | Råsundastadion, Solna, Stockholm Toeschouwers: 35.394 Scheidsrechter: Pierluigi Collina |
| 5 september 1998 «onderlinge duels» 18:00 (UTC+2) | A. Andersson 31' Mjällby 33' | Wedstrijdverslag | Shearer 2' | Råsundastadion, Solna, Stockholm Toeschouwers: 35.394 Scheidsrechter: Pierluigi Collina |

|                                                   |           |                  |                                |                                                                             |
| 6 september 1998 «onderlinge duels» 20:30 (UTC+3) | Bulgarije | 0 – 3            | Polen                          | Neftochimik Stadion, Burgas Toeschouwers: 15.000 Scheidsrechter: Marc Batta |
| 6 september 1998 «onderlinge duels» 20:30 (UTC+3) |           | Wedstrijdverslag | Czereszewski 19', 44' Iwan 48' | Neftochimik Stadion, Burgas Toeschouwers: 15.000 Scheidsrechter: Marc Batta |

|                                                  |                  |       |           |                                                                            |
| 10 oktober 1998 «onderlinge duels» 15:00 (UTC+1) | Engeland         | 0 – 0 | Bulgarije | Wembley Stadium, Londen Toeschouwers: 72.974 Scheidsrechter: László Vágner |
| 10 oktober 1998 «onderlinge duels» 15:00 (UTC+1) | Wedstrijdverslag |       |           | Wembley Stadium, Londen Toeschouwers: 72.974 Scheidsrechter: László Vágner |

|                                                  |                                         |                  |           |                                                                                    |
| 10 oktober 1998 «onderlinge duels» 20:00 (UTC+2) | Polen                                   | 3 – 0            | Luxemburg | Wojska Polskiegostadion, Warschau Toeschouwers: 8.500 Scheidsrechter: Bujar Pregja |
| 10 oktober 1998 «onderlinge duels» 20:00 (UTC+2) | Brzęczek 18' Juskowiak 33' Trzeciak 65' | Wedstrijdverslag |           | Wojska Polskiegostadion, Warschau Toeschouwers: 8.500 Scheidsrechter: Bujar Pregja |

|                                                  |           |                  |             |                                                                                  |
| 14 oktober 1998 «onderlinge duels» 19:30 (UTC+3) | Bulgarije | 0 – 1            | Zweden      | Neftochimik Stadion, Burgas Toeschouwers: 12.000 Scheidsrechter: Bernd Heynemann |
| 14 oktober 1998 «onderlinge duels» 19:30 (UTC+3) |           | Wedstrijdverslag | Larsson 62' | Neftochimik Stadion, Burgas Toeschouwers: 12.000 Scheidsrechter: Bernd Heynemann |

|                                                  |           |                  |                                           |                                                                                    |
| 14 oktober 1998 «onderlinge duels» 20:30 (UTC+2) | Luxemburg | 0 – 3            | Engeland                                  | Stade Josy Barthel, Luxemburg Toeschouwers: 8.054 Scheidsrechter: Sotirios Vorgias |
| 14 oktober 1998 «onderlinge duels» 20:30 (UTC+2) |           | Wedstrijdverslag | Owen 18' Shearer 38' (pen.) Southgate 88' | Stade Josy Barthel, Luxemburg Toeschouwers: 8.054 Scheidsrechter: Sotirios Vorgias |

|                                              |                       |                  |              |                                                                                 |
| 27 maart 1999 «onderlinge duels» 15:00 (UTC) | Engeland              | 3 – 1            | Polen        | Wembley Stadium, Londen Toeschouwers: 73.836 Scheidsrechter: Vítor Melo Pereira |
| 27 maart 1999 «onderlinge duels» 15:00 (UTC) | Scholes 12', 22', 70' | Wedstrijdverslag | Brzęczek 28' | Wembley Stadium, Londen Toeschouwers: 73.836 Scheidsrechter: Vítor Melo Pereira |

|                                                |                         |                  |           |                                                                          |
| 27 maart 1999 «onderlinge duels» 15:00 (UTC+1) | Zweden                  | 2 – 0            | Luxemburg | Ullevi, Gotenburg Toeschouwers: 37.728 Scheidsrechter: Vasiliy Melnichuk |
| 27 maart 1999 «onderlinge duels» 15:00 (UTC+1) | Mjällby 34' Larsson 86' | Wedstrijdverslag |           | Ullevi, Gotenburg Toeschouwers: 37.728 Scheidsrechter: Vasiliy Melnichuk |

|                                                |           |                  |                            |                                                                                  |
| 31 maart 1999 «onderlinge duels» 20:00 (UTC+2) | Luxemburg | 0 – 2            | Bulgarije                  | Stade Josy Barthel, Luxemburg Toeschouwers: 3.004 Scheidsrechter: Milan Mitrovič |
| 31 maart 1999 «onderlinge duels» 20:00 (UTC+2) |           | Wedstrijdverslag | Stoichkov 18' Yordanov 38' | Stade Josy Barthel, Luxemburg Toeschouwers: 3.004 Scheidsrechter: Milan Mitrovič |

|                                                |       |                  |               |                                                                         |
| 31 maart 1999 «onderlinge duels» 20:30 (UTC+2) | Polen | 0 – 1            | Zweden        | Śląskistadion, Chorzów Toeschouwers: 28.860 Scheidsrechter: Markus Merk |
| 31 maart 1999 «onderlinge duels» 20:30 (UTC+2) |       | Wedstrijdverslag | Ljungberg 36' | Śląskistadion, Chorzów Toeschouwers: 28.860 Scheidsrechter: Markus Merk |

|                                              |                    |                  |           |                                                                                       |
| 4 juni 1999 «onderlinge duels» 20:30 (UTC+2) | Polen              | 2 – 0            | Bulgarije | Wojska Polskiegostadion, Warschau Toeschouwers: 6.200 Scheidsrechter: Stefano Braschi |
| 4 juni 1999 «onderlinge duels» 20:30 (UTC+2) | Hajto 15' Iwan 62' | Wedstrijdverslag |           | Wojska Polskiegostadion, Warschau Toeschouwers: 6.200 Scheidsrechter: Stefano Braschi |

|                                              |                  |       |        |                                                                           |
| 5 juni 1999 «onderlinge duels» 15:00 (UTC+1) | Engeland         | 0 – 0 | Zweden | Wembley Stadium, Londen Toeschouwers: 75.824 Scheidsrechter: José Encinar |
| 5 juni 1999 «onderlinge duels» 15:00 (UTC+1) | Wedstrijdverslag |       |        | Wembley Stadium, Londen Toeschouwers: 75.824 Scheidsrechter: José Encinar |

|                                              |            |                  |             |                                                                                       |
| 9 juni 1999 «onderlinge duels» 19:25 (UTC+3) | Bulgarije  | 1 – 1            | Engeland    | Bulgarian Army Stadion, Sofia Toeschouwers: 19.500 Scheidsrechter: Mario van der Ende |
| 9 juni 1999 «onderlinge duels» 19:25 (UTC+3) | Markov 18' | Wedstrijdverslag | Shearer 15' | Bulgarian Army Stadion, Sofia Toeschouwers: 19.500 Scheidsrechter: Mario van der Ende |

|                                              |                       |                  |                                       |                                                                                   |
| 9 juni 1999 «onderlinge duels» 20:00 (UTC+2) | Luxemburg             | 2 – 3            | Polen                                 | Stade Josy Barthel, Luxemburg Toeschouwers: 2.806 Scheidsrechter: Valentin Ivanov |
| 9 juni 1999 «onderlinge duels» 20:00 (UTC+2) | Birsens 76' Vanek 82' | Wedstrijdverslag | Siadaczka 22' Wichniarek 45' Iwan 68' | Stade Josy Barthel, Luxemburg Toeschouwers: 2.806 Scheidsrechter: Valentin Ivanov |

|                                                   |                                                          |                  |           |                                                                             |
| 4 september 1999 «onderlinge duels» 15:00 (UTC+1) | Engeland                                                 | 6 – 0            | Luxemburg | Wembley Stadium, Londen Toeschouwers: 68.772 Scheidsrechter: Sergei Shmolik |
| 4 september 1999 «onderlinge duels» 15:00 (UTC+1) | Shearer 12' (pen.), 28', 34' McManaman 30', 44' Owen 90' | Wedstrijdverslag |           | Wembley Stadium, Londen Toeschouwers: 68.772 Scheidsrechter: Sergei Shmolik |

|                                                   |                   |                  |           |                                                                                   |
| 4 september 1999 «onderlinge duels» 18:00 (UTC+2) | Zweden            | 1 – 0            | Bulgarije | Råsundastadion, Solna (Stockholm) Toeschouwers: 35.640 Scheidsrechter: Dani Koren |
| 4 september 1999 «onderlinge duels» 18:00 (UTC+2) | Alexandersson 65' | Wedstrijdverslag |           | Råsundastadion, Solna (Stockholm) Toeschouwers: 35.640 Scheidsrechter: Dani Koren |

|                                                   |           |                  |                   |                                                                                   |
| 8 september 1999 «onderlinge duels» 20:00 (UTC+2) | Luxemburg | 0 – 1            | Zweden            | Stade Josy Barthel, Luxemburg Toeschouwers: 4.228 Scheidsrechter: Attila Hanácsek |
| 8 september 1999 «onderlinge duels» 20:00 (UTC+2) |           | Wedstrijdverslag | Alexandersson 39' | Stade Josy Barthel, Luxemburg Toeschouwers: 4.228 Scheidsrechter: Attila Hanácsek |

|                                                   |                  |       |          |                                                                                      |
| 8 september 1999 «onderlinge duels» 20:30 (UTC+2) | Polen            | 0 – 0 | Engeland | Wojska Polskiegostadion, Warschau Toeschouwers: 14.025 Scheidsrechter: Günther Benkö |
| 8 september 1999 «onderlinge duels» 20:30 (UTC+2) | Wedstrijdverslag |       |          | Wojska Polskiegostadion, Warschau Toeschouwers: 14.025 Scheidsrechter: Günther Benkö |

|                                                 |                                |                  |       |                                                                                  |
| 9 oktober 1999 «onderlinge duels» 15:00 (UTC+2) | Zweden                         | 2 – 0            | Polen | Råsundastadion, Solna (Stockholm) Toeschouwers: 35.375 Scheidsrechter: Urs Meier |
| 9 oktober 1999 «onderlinge duels» 15:00 (UTC+2) | K. Andersson 64' Larsson 90+3' | Wedstrijdverslag |       | Råsundastadion, Solna (Stockholm) Toeschouwers: 35.375 Scheidsrechter: Urs Meier |

|                                                 |                                            |                  |           |                                                                                   |
| 9 oktober 1999 «onderlinge duels» 18:00 (UTC+3) | Bulgarije                                  | 3 – 0            | Luxemburg | Bulgarian Army Stadion, Sofia Toeschouwers: 3.000 Scheidsrechter: Ladislav Gadoši |
| 9 oktober 1999 «onderlinge duels» 18:00 (UTC+3) | Borimirov 40' I. Petkov 68' R. Hristov 78' | Wedstrijdverslag |           | Bulgarian Army Stadion, Sofia Toeschouwers: 3.000 Scheidsrechter: Ladislav Gadoši |

### Groep 6
Spanje werd op het voorgaande WK in de eerste ronde uitgeschakeld, maar desondanks bleef Javier Clemente aan als bondscoach. De kwalificatie begon met een uitwedstrijd tegen Cyprus die met 3-2 werd verloren. Clemente nam na zes jaar ontslag. José Antonio Camacho werd zijn opvolger. Spanje won daarna alle zeven wedstrijden, waarvan vier met meer dan vier doelpunten. Tijdens een 9-0 tegen Oostenrijk maakte Raǘl vijf doelpunten. Na deze nederlaag nam de Oostenrijkse bondscoach Herbert Prohaska ontslag.
Na nederlagen tegen Israël (5-0) en Spanje werd de tweede plaats voor Oostenrijk onhaalbaar. De strijd ging tussen Israël en Cyprus. Op de laatste speeldag moest Cyprus van Oostenrijk winnen om zich te plaatsen voor de play-offs, verloor met 3-0. Israël moest zich via Denemarken plaatsen voor de play-offs.
| Pos | Land       | Wed | Win | Gel | Ver | DV | DT | +/- | Pnt |
| --- | ---------- | --- | --- | --- | --- | -- | -- | --- | --- |
| 1   | Spanje     | 8   | 7   | 0   | 1   | 42 | 5  | +37 | 21  |
| 2   | Israël     | 8   | 4   | 1   | 3   | 25 | 9  | +16 | 13  |
| 3   | Oostenrijk | 8   | 4   | 1   | 3   | 19 | 20 | –1  | 13  |
| 4   | Cyprus     | 8   | 4   | 0   | 4   | 12 | 21 | –9  | 12  |
| 5   | San Marino | 8   | 0   | 0   | 8   | 1  | 44 | –43 | 0   |

Israël plaatst zich voor de play-off op basis van het onderling resultaat met Oostenrijk.
|                                                   |             |                  |                  |                                                                               |
| 5 september 1998 «onderlinge duels» 20:30 (UTC+2) | Oostenrijk  | 1 – 1            | Israël           | Ernst Happel Stadion, Wenen Toeschouwers: 20.000 Scheidsrechter: Anders Frisk |
| 5 september 1998 «onderlinge duels» 20:30 (UTC+2) | Reinmayr 7' | Wedstrijdverslag | Nimni 68' (pen.) | Ernst Happel Stadion, Wenen Toeschouwers: 20.000 Scheidsrechter: Anders Frisk |

|                                                   |                                       |                  |                        |                                                                                           |
| 5 september 1998 «onderlinge duels» 21:00 (UTC+3) | Cyprus                                | 3 – 2            | Spanje                 | Antonis Papadopoulosstadion, Larnaca Toeschouwers: 1.876 Scheidsrechter: Sergei Khusainov |
| 5 september 1998 «onderlinge duels» 21:00 (UTC+3) | Engomitis 43' Gogić 49' Špoljarić 77' | Wedstrijdverslag | Raúl 73' Morientes 90' | Antonis Papadopoulosstadion, Larnaca Toeschouwers: 1.876 Scheidsrechter: Sergei Khusainov |

|                                                  |        |                  |                             |                                                                                         |
| 10 oktober 1998 «onderlinge duels» 19:00 (UTC+3) | Cyprus | 0 – 3            | Oostenrijk                  | Antonis Papadopoulosstadion, Larnaca Toeschouwers: 11.000 Scheidsrechter: Fernand Meese |
| 10 oktober 1998 «onderlinge duels» 19:00 (UTC+3) |        | Wedstrijdverslag | Cerny 55', 61' Reinmayr 74' | Antonis Papadopoulosstadion, Larnaca Toeschouwers: 11.000 Scheidsrechter: Fernand Meese |

|                                                  |            |                  |                                                                    |                                                                            |
| 10 oktober 1998 «onderlinge duels» 20:30 (UTC+2) | San Marino | 0 – 5            | Israël                                                             | Stadio Olimpico, Serravalle Toeschouwers: 872 Scheidsrechter: Asim Khudiev |
| 10 oktober 1998 «onderlinge duels» 20:30 (UTC+2) |            | Wedstrijdverslag | Revivo 16' Nimni 18' Mizrahi 32' M.Valentini 58' (e.d.) Grayeb 82' | Stadio Olimpico, Serravalle Toeschouwers: 872 Scheidsrechter: Asim Khudiev |

|                                                  |           |                  |                           |                                                                               |
| 14 oktober 1998 «onderlinge duels» 19:30 (UTC+2) | Israël    | 1 – 2            | Spanje                    | Ramat Ganstadion, Tel Aviv Toeschouwers: 37.000 Scheidsrechter: David Elleray |
| 14 oktober 1998 «onderlinge duels» 19:30 (UTC+2) | Hazan 64' | Wedstrijdverslag | Hierro 65' Etxeberria 78' | Ramat Ganstadion, Tel Aviv Toeschouwers: 37.000 Scheidsrechter: David Elleray |

|                                                  |                  |                  |                                              |                                                                                |
| 14 oktober 1998 «onderlinge duels» 20:30 (UTC+2) | San Marino       | 1 – 4            | Oostenrijk                                   | Stadio Olimpico, Serravalle Toeschouwers: 1.218 Scheidsrechter: Valeriy Onufer |
| 14 oktober 1998 «onderlinge duels» 20:30 (UTC+2) | Selva 81' (pen.) | Wedstrijdverslag | Vastić 58' Mayrleb 64' Hiden 69' Glieder 76' | Stadio Olimpico, Serravalle Toeschouwers: 1.218 Scheidsrechter: Valeriy Onufer |

|                                                   |            |                  |               |                                                                              |
| 18 november 1998 «onderlinge duels» 20:30 (UTC+1) | San Marino | 0 – 1            | Cyprus        | Stadio Olimpico, Serravalle Toeschouwers: 600 Scheidsrechter: John McDermott |
| 18 november 1998 «onderlinge duels» 20:30 (UTC+1) |            | Wedstrijdverslag | Špoljarić 40' | Stadio Olimpico, Serravalle Toeschouwers: 600 Scheidsrechter: John McDermott |

|                                                   |                                                          |                  |            |                                                                          |
| 10 februari 1999 «onderlinge duels» 18:00 (UTC+2) | Cyprus                                                   | 4 – 0            | San Marino | Tsirionstadion, Limassol Toeschouwers: 3.000 Scheidsrechter: Roland Beck |
| 10 februari 1999 «onderlinge duels» 18:00 (UTC+2) | Melanarkitis 18' Konstantinou 32', 45' Christodoulou 90' | Wedstrijdverslag |            | Tsirionstadion, Limassol Toeschouwers: 3.000 Scheidsrechter: Roland Beck |

|                                                |                                                                                   |                  |            |                                                                                  |
| 27 maart 1999 «onderlinge duels» 21:45 (UTC+1) | Spanje                                                                            | 9 – 0            | Oostenrijk | Estadio Mestalla, Valencia Toeschouwers: 45.000 Scheidsrechter: Gilles Veissière |
| 27 maart 1999 «onderlinge duels» 21:45 (UTC+1) | Raúl 6', 17', 47', 75' Urzaíz 30', 44' Hierro 35' (pen.) Wetl 76' (e.d.) Fran 84' | Wedstrijdverslag |            | Estadio Mestalla, Valencia Toeschouwers: 45.000 Scheidsrechter: Gilles Veissière |

|                                                |                            |                  |        |                                                                             |
| 28 maart 1999 «onderlinge duels» 18:00 (UTC+2) | Israël                     | 3 – 0            | Cyprus | Ramat Ganstadion, Tel Aviv Toeschouwers: 30.000 Scheidsrechter: Marcel Lică |
| 28 maart 1999 «onderlinge duels» 18:00 (UTC+2) | Banin 11' Mizrahi 48', 53' | Wedstrijdverslag |        | Ramat Ganstadion, Tel Aviv Toeschouwers: 30.000 Scheidsrechter: Marcel Lică |

|                                                |            |                  |                                                       |                                                                             |
| 31 maart 1999 «onderlinge duels» 21:30 (UTC+2) | San Marino | 0 – 6            | Spanje                                                | Stadio Olimpico, Serravalle Toeschouwers: 2.020 Scheidsrechter: Goran Marić |
| 31 maart 1999 «onderlinge duels» 21:30 (UTC+2) |            | Wedstrijdverslag | Fran 20' Raúl 45', 59', 66' Urzaíz 49' Etxeberria 72' | Stadio Olimpico, Serravalle Toeschouwers: 2.020 Scheidsrechter: Goran Marić |

|                                                |                                                                        |       |            |                                                                                         |
| 28 april 1999 «onderlinge duels» 20:30 (UTC+2) | Oostenrijk                                                             | 7 – 0 | San Marino | Arnold Schwarzenegger Stadion, Graz Toeschouwers: 15.400 Scheidsrechter: Kyros Vassaras |
| 28 april 1999 «onderlinge duels» 20:30 (UTC+2) | Mayrleb 24', 53' Vastić 42', 44', 84' Amerhauser 71' Herzog 82' (pen.) |       |            | Arnold Schwarzenegger Stadion, Graz Toeschouwers: 15.400 Scheidsrechter: Kyros Vassaras |

|                                              | |                  |            |                                                                                   |
| 5 juni 1999 «onderlinge duels» 21:45 (UTC+2) | Spanje                                                                                                   | 9 – 0            | San Marino | Estadio El Madrigal, Villarreal Toeschouwers: 16.000 Scheidsrechter: Gerard Perry |
| 5 juni 1999 «onderlinge duels» 21:45 (UTC+2) | Hierro 8' (pen.) Luis Enrique 23', 67', 67' Etxeberria 25', 45' Raúl 56' Gennari 87' (e.d.) Mendieta 90' | Wedstrijdverslag |            | Estadio El Madrigal, Villarreal Toeschouwers: 16.000 Scheidsrechter: Gerard Perry |

|                                              |                                                      |                  |            |                                                                              |
| 6 juni 1999 «onderlinge duels» 18:30 (UTC+3) | Israël                                               | 5 – 0            | Oostenrijk | Ramat Ganstadion, Tel Aviv Toeschouwers: 42.000 Scheidsrechter: Ľuboš Micheľ |
| 6 juni 1999 «onderlinge duels» 18:30 (UTC+3) | Berkovich 26', 47' Revivo 46' Mizrahi 53' Grayeb 75' | Wedstrijdverslag |            | Ramat Ganstadion, Tel Aviv Toeschouwers: 42.000 Scheidsrechter: Ľuboš Micheľ |

|                                                   |                   |                  |                                      |                                                                                |
| 4 september 1999 «onderlinge duels» 17:00 (UTC+2) | Oostenrijk        | 1 – 3            | Spanje                               | Ernst Happel Stadion, Wenen Toeschouwers: 27.000 Scheidsrechter: Michel Piraux |
| 4 september 1999 «onderlinge duels» 17:00 (UTC+2) | Hierro 49' (e.d.) | Wedstrijdverslag | Raúl 22' Hierro 56' Luis Enrique 88' | Ernst Happel Stadion, Wenen Toeschouwers: 27.000 Scheidsrechter: Michel Piraux |

|                                                   |                                         |                  |                        |                                                                             |
| 5 september 1999 «onderlinge duels» 20:00 (UTC+3) | Cyprus                                  | 3 – 2            | Israël                 | Tsirionstadion, Limassol Toeschouwers: 12.000 Scheidsrechter: Graham Barber |
| 5 september 1999 «onderlinge duels» 20:00 (UTC+3) | Engomitis 27' Špoljarić 53', 86' (pen.) | Wedstrijdverslag | Badir 31' Benayoun 82' | Tsirionstadion, Limassol Toeschouwers: 12.000 Scheidsrechter: Graham Barber |

|                                                   |                                                                            |                  |            |                                                                               |
| 8 september 1999 «onderlinge duels» 18:00 (UTC+2) | Israël                                                                     | 8 – 0            | San Marino | Ramat Ganstadion, Tel Aviv Toeschouwers: 25.078 Scheidsrechter: Ilhami Kaplan |
| 8 september 1999 «onderlinge duels» 18:00 (UTC+2) | Benayoun 25', 46', 70' Mizrahi 38' Revivo 40', 68' Sivilia 84' Abuksis 89' | Wedstrijdverslag |            | Ramat Ganstadion, Tel Aviv Toeschouwers: 25.078 Scheidsrechter: Ilhami Kaplan |

|                                                   |                                                                   |                  |        |                                                                                        |
| 8 september 1999 «onderlinge duels» 21:45 (UTC+2) | Spanje                                                            | 8 – 0            | Cyprus | Estadio Nuevo Vivero, Badajoz Toeschouwers: 13.700 Scheidsrechter: Alfredo Trentalange |
| 8 september 1999 «onderlinge duels» 21:45 (UTC+2) | Urzaíz 20', 25', 38' Guerrero 33', 42', 56' Martín 82' Hierro 88' | Wedstrijdverslag |        | Estadio Nuevo Vivero, Badajoz Toeschouwers: 13.700 Scheidsrechter: Alfredo Trentalange |

|                                                 |                                  |                  |           |                                                                                |
| 9 oktober 1999 «onderlinge duels» 19:30 (UTC+2) | Oostenrijk                       | 3 – 1            | Cyprus    | Ernst Happel Stadion, Wenen Toeschouwers: 10.000 Scheidsrechter: Livio Bazzoli |
| 9 oktober 1999 «onderlinge duels» 19:30 (UTC+2) | Glieder 5' Vastić 23' Herzog 81' | Wedstrijdverslag | Costa 63' | Ernst Happel Stadion, Wenen Toeschouwers: 10.000 Scheidsrechter: Livio Bazzoli |

|                                                  |                                   |                  |        |                                                                                     |
| 10 oktober 1999 «onderlinge duels» 19:30 (UTC+2) | Spanje                            | 3 – 0            | Israël | Estadio Carlos Belmonte, Albacete Toeschouwers: 16.100 Scheidsrechter: Hellmut Krug |
| 10 oktober 1999 «onderlinge duels» 19:30 (UTC+2) | Morientes 30' Martín 37' Raúl 51' | Wedstrijdverslag |        | Estadio Carlos Belmonte, Albacete Toeschouwers: 16.100 Scheidsrechter: Hellmut Krug |

### Groep 7
Roemenië en Portugal streden om de eerste plaats en hadden weinig tegenstand van de andere ploegen. Roemenië verloor punten tegen Hongarije uit en Slowakije thuis, Portugal verloor alleen een punt tegen Azerbeidzjan, beslissing moest komen in de onderlinge wedstrijden. Roemenië won in de blessuretijd in Lissabon en speelde gelijk in Boekarest (goals van Gheorghe Hagi en Luís Figo) en werd eerste in de groep. Portugal plaatste zich ook rechtstreeks voor het EK, omdat het eindigde als beste nummer twee van alle groepen.
| Pos | Land          | Wed | Win | Gel | Ver | DV | DT | +/- | Pnt |
| --- | ------------- | --- | --- | --- | --- | -- | -- | --- | --- |
| 1   | Roemenië      | 10  | 7   | 3   | 0   | 25 | 3  | +22 | 24  |
| 2   | Portugal      | 10  | 7   | 2   | 1   | 32 | 4  | +28 | 23  |
| 3   | Slowakije     | 10  | 5   | 2   | 3   | 12 | 9  | +3  | 17  |
| 4   | Hongarije     | 10  | 3   | 3   | 4   | 14 | 10 | +4  | 12  |
| 5   | Azerbeidzjan  | 10  | 1   | 1   | 8   | 6  | 26 | –20 | 4   |
| 6   | Liechtenstein | 10  | 1   | 1   | 8   | 2  | 39 | –37 | 4   |

|                                                   |                                                                             |                  |               |                                                                              |
| 2 september 1998 «onderlinge duels» 21:00 (UTC+3) | Roemenië                                                                    | 7 – 0            | Liechtenstein | Stadionul Steaua, Boekarest Toeschouwers: 2.830 Scheidsrechter: Salem Prolić |
| 2 september 1998 «onderlinge duels» 21:00 (UTC+3) | Popescu 18' C. Munteanu 30' Ilie 32', 45', 53' Moldovan 56' Haas 60' (e.d.) | Wedstrijdverslag |               | Stadionul Steaua, Boekarest Toeschouwers: 2.830 Scheidsrechter: Salem Prolić |

|                                                   |                                            |                  |              |                                                                            |
| 5 september 1998 «onderlinge duels» 20:15 (UTC+2) | Slowakije                                  | 3 – 0            | Azerbeidzjan | Lokomotíva Stadium, Košice Toeschouwers: 3.243 Scheidsrechter: Alan Snoddy |
| 5 september 1998 «onderlinge duels» 20:15 (UTC+2) | Fabuš 17' Dubovský 26' (pen.) Moravčík 37' | Wedstrijdverslag |              | Lokomotíva Stadium, Košice Toeschouwers: 3.243 Scheidsrechter: Alan Snoddy |

|                                                   |             |                  |                                 |                                                                      |
| 6 september 1998 «onderlinge duels» 20:30 (UTC+2) | Hongarije   | 1 – 3            | Portugal                        | Népstadion, Boedapest Toeschouwers: 50.000 Scheidsrechter: Urs Meier |
| 6 september 1998 «onderlinge duels» 20:30 (UTC+2) | Horváth 32' | Wedstrijdverslag | Sá Pinto 56', 76' Rui Costa 84' | Népstadion, Boedapest Toeschouwers: 50.000 Scheidsrechter: Urs Meier |

|                                                  |              |                  |                                                  |                                                                                |
| 10 oktober 1998 «onderlinge duels» 17:00 (UTC+5) | Azerbeidzjan | 0 – 4            | Hongarije                                        | Tofikh Bakhramovstadion, Baku Toeschouwers: 7.500 Scheidsrechter: Stéphane Bré |
| 10 oktober 1998 «onderlinge duels» 17:00 (UTC+5) |              | Wedstrijdverslag | Dárdai 59' Illés 85' (pen.) Pisont 88' Fehér 90' | Tofikh Bakhramovstadion, Baku Toeschouwers: 7.500 Scheidsrechter: Stéphane Bré |

|                                                  |               |                  |                                          |                                                                               |
| 10 oktober 1998 «onderlinge duels» 16:30 (UTC+2) | Liechtenstein | 0 – 4            | Slowakije                                | Rheinpark Stadion, Vaduz Toeschouwers: 1.850 Scheidsrechter: Vladimir Antonov |
| 10 oktober 1998 «onderlinge duels» 16:30 (UTC+2) |               | Wedstrijdverslag | Sovič 3' Dubovský 13' Tomaschek 36', 61' | Rheinpark Stadion, Vaduz Toeschouwers: 1.850 Scheidsrechter: Vladimir Antonov |

|                                                  |          |                  |              |                                                                            |
| 10 oktober 1998 «onderlinge duels» 21:00 (UTC+1) | Portugal | 0 – 1            | Roemenië     | Estádio das Antas, Porto Toeschouwers: 37.354 Scheidsrechter: Hellmut Krug |
| 10 oktober 1998 «onderlinge duels» 21:00 (UTC+1) |          | Wedstrijdverslag | Munteanu 90' | Estádio das Antas, Porto Toeschouwers: 37.354 Scheidsrechter: Hellmut Krug |

|                                                  |                      |                  |              |                                                                           |
| 14 oktober 1998 «onderlinge duels» 20:00 (UTC+2) | Liechtenstein        | 2 – 1            | Azerbeidzjan | Rheinpark Stadion, Vaduz Toeschouwers: 1.450 Scheidsrechter: Herbert Barr |
| 14 oktober 1998 «onderlinge duels» 20:00 (UTC+2) | Frick 48' Telser 49' | Wedstrijdverslag | Gurbanov 59' | Rheinpark Stadion, Vaduz Toeschouwers: 1.450 Scheidsrechter: Herbert Barr |

|                                                  |            |                  |              |                                                                               |
| 14 oktober 1998 «onderlinge duels» 20:15 (UTC+2) | Hongarije  | 1 – 1            | Roemenië     | Népstadion, Boedapest Toeschouwers: 25.000 Scheidsrechter: Kim Milton Nielsen |
| 14 oktober 1998 «onderlinge duels» 20:15 (UTC+2) | Hrutka 82' | Wedstrijdverslag | Moldovan 50' | Népstadion, Boedapest Toeschouwers: 25.000 Scheidsrechter: Kim Milton Nielsen |

|                                                  |           |                  |                                     |                                                                           |
| 14 oktober 1998 «onderlinge duels» 20:30 (UTC+2) | Slowakije | 0 – 3            | Portugal                            | Tehelné pole, Bratislava Toeschouwers: 22.059 Scheidsrechter: Oğuz Sarvan |
| 14 oktober 1998 «onderlinge duels» 20:30 (UTC+2) |           | Wedstrijdverslag | João Pinto 17', 30' Abel Xavier 70' | Tehelné pole, Bratislava Toeschouwers: 22.059 Scheidsrechter: Oğuz Sarvan |

|                                              |                                                    |                  |              |                                                                                          |
| 26 maart 1999 «onderlinge duels» 20:00 (UTC) | Portugal                                           | 7 – 0            | Azerbeidzjan | Estádio D. Afonso Henriques, Guimarães Toeschouwers: 14.650 Scheidsrechter: Jacek Granat |
| 26 maart 1999 «onderlinge duels» 20:00 (UTC) | Sá Pinto 28' João Pinto 36', 77' Paulo Madeira 67' | Wedstrijdverslag |              | Estádio D. Afonso Henriques, Guimarães Toeschouwers: 14.650 Scheidsrechter: Jacek Granat |

|                                                |                                                      |                  |               |                                                                                   |
| 27 maart 1999 «onderlinge duels» 19:30 (UTC+1) | Hongarije                                            | 5 – 0            | Liechtenstein | Üllői úti Stadion, Boedapest Toeschouwers: 9.534 Scheidsrechter: Costas Kapitanis |
| 27 maart 1999 «onderlinge duels» 19:30 (UTC+1) | J. Sebők 17' V. Sebők 33', 42', 86' (pen.) Illés 74' | Wedstrijdverslag |               | Üllői úti Stadion, Boedapest Toeschouwers: 9.534 Scheidsrechter: Costas Kapitanis |

|                                                |                  |       |           |                                                                                  |
| 27 maart 1999 «onderlinge duels» 20:30 (UTC+2) | Roemenië         | 0 – 0 | Slowakije | Lia Manoliustadion, Boekarest Toeschouwers: 15.000 Scheidsrechter: Graham Barber |
| 27 maart 1999 «onderlinge duels» 20:30 (UTC+2) | Wedstrijdverslag |       |           | Lia Manoliustadion, Boekarest Toeschouwers: 15.000 Scheidsrechter: Graham Barber |

|                                                |              |                  |           |                                                                                  |
| 31 maart 1999 «onderlinge duels» 20:00 (UTC+5) | Azerbeidzjan | 0 – 1            | Roemenië  | Tofikh Bakhramovstadion, Baku Toeschouwers: 30.000 Scheidsrechter: Roelof Luinge |
| 31 maart 1999 «onderlinge duels» 20:00 (UTC+5) |              | Wedstrijdverslag | Petre 49' | Tofikh Bakhramovstadion, Baku Toeschouwers: 30.000 Scheidsrechter: Roelof Luinge |

|                                                |                  |       |           |                                                                              |
| 31 maart 1999 «onderlinge duels» 18:00 (UTC+2) | Slowakije        | 0 – 0 | Hongarije | Tehelné pole, Bratislava Toeschouwers: 19.452 Scheidsrechter: Claude Colombo |
| 31 maart 1999 «onderlinge duels» 18:00 (UTC+2) | Wedstrijdverslag |       |           | Tehelné pole, Bratislava Toeschouwers: 19.452 Scheidsrechter: Claude Colombo |

|                                                |               |                  |                                                           |                                                                                 |
| 31 maart 1999 «onderlinge duels» 20:30 (UTC+2) | Liechtenstein | 0 – 5            | Portugal                                                  | Rheinpark Stadion, Vaduz Toeschouwers: 3.548 Scheidsrechter: Gylfi Thór Orrason |
| 31 maart 1999 «onderlinge duels» 20:30 (UTC+2) |               | Wedstrijdverslag | Rui Costa 16' (pen.), 79' Figo 49' Paulo Madeira 54', 60' | Rheinpark Stadion, Vaduz Toeschouwers: 3.548 Scheidsrechter: Gylfi Thór Orrason |

|                                              |                                                 |                  |               |                                                                                   |
| 5 juni 1999 «onderlinge duels» 18:00 (UTC+5) | Azerbeidzjan                                    | 4 – 0            | Liechtenstein | Tofikh Bakhramovstadion, Baku Toeschouwers: 8.500 Scheidsrechter: Knud Stadsgaard |
| 5 juni 1999 «onderlinge duels» 18:00 (UTC+5) | Gurbanov 16' Liçkin 42' Tagizade 60' İsayev 73' | Wedstrijdverslag |               | Tofikh Bakhramovstadion, Baku Toeschouwers: 8.500 Scheidsrechter: Knud Stadsgaard |

|                                              |                      |                  |           |                                                                                |
| 5 juni 1999 «onderlinge duels» 21:00 (UTC+3) | Roemenië             | 2 – 0            | Hongarije | Stadionul Steaua, Boekarest Toeschouwers: 23.000 Scheidsrechter: Rune Pedersen |
| 5 juni 1999 «onderlinge duels» 21:00 (UTC+3) | Ilie 2' Munteanu 15' | Wedstrijdverslag |           | Stadionul Steaua, Boekarest Toeschouwers: 23.000 Scheidsrechter: Rune Pedersen |

|                                              |             |                  |           |                                                                                         |
| 5 juni 1999 «onderlinge duels» 21:00 (UTC+1) | Portugal    | 1 – 0            | Slowakije | Estádio José de Alvalade, Lissabon Toeschouwers: 20.300 Scheidsrechter: Claus Bo Larsen |
| 5 juni 1999 «onderlinge duels» 21:00 (UTC+1) | Capucho 64' | Wedstrijdverslag |           | Estádio José de Alvalade, Lissabon Toeschouwers: 20.300 Scheidsrechter: Claus Bo Larsen |

|                                              |                                             |                  |              |                                                                              |
| 9 juni 1999 «onderlinge duels» 20:00 (UTC+3) | Roemenië                                    | 4 – 0            | Azerbeidzjan | Stadionul Steaua, Boekarest Toeschouwers: 5.200 Scheidsrechter: Željko Širić |
| 9 juni 1999 «onderlinge duels» 20:00 (UTC+3) | Ganea 36' Munteanu 44' Vlădoiu 50' Roşu 90' | Wedstrijdverslag |              | Stadionul Steaua, Boekarest Toeschouwers: 5.200 Scheidsrechter: Željko Širić |

|                                              |           |                  |           |                                                                      |
| 9 juni 1999 «onderlinge duels» 20:15 (UTC+2) | Hongarije | 0 – 1            | Slowakije | ETO Park, Győr Toeschouwers: 18.300 Scheidsrechter: Manuel Díaz Vega |
| 9 juni 1999 «onderlinge duels» 20:15 (UTC+2) |           | Wedstrijdverslag | Fabuš 53' | ETO Park, Győr Toeschouwers: 18.300 Scheidsrechter: Manuel Díaz Vega |

|                                              |                                                                           |                  |               |                                                                                           |
| 9 juni 1999 «onderlinge duels» 21:00 (UTC+1) | Portugal                                                                  | 8 – 0            | Liechtenstein | Estádio Municipal de Coimbra, Coimbra Toeschouwers: 14.020 Scheidsrechter: Dietmar Drabek |
| 9 juni 1999 «onderlinge duels» 21:00 (UTC+1) | Sá Pinto 29', 45', 52' João Pinto 40', 59', 67' Rui Costa 80', 90' (pen.) | Wedstrijdverslag |               | Estádio Municipal de Coimbra, Coimbra Toeschouwers: 14.020 Scheidsrechter: Dietmar Drabek |

|                                                   |              |                  |          |                                                                                    |
| 4 september 1999 «onderlinge duels» 17:30 (UTC+5) | Azerbeidzjan | 1 – 1            | Portugal | Tofikh Bakhramovstadion, Baku Toeschouwers: 8.000 Scheidsrechter: Dermot Gallagher |
| 4 september 1999 «onderlinge duels» 17:30 (UTC+5) | Tagizade 51' | Wedstrijdverslag | Figo 90' | Tofikh Bakhramovstadion, Baku Toeschouwers: 8.000 Scheidsrechter: Dermot Gallagher |

|                                                   |                  |       |           |                                                                          |
| 4 september 1999 «onderlinge duels» 20:15 (UTC+2) | Liechtenstein    | 0 – 0 | Hongarije | Rheinpark Stadion, Vaduz Toeschouwers: 1.650 Scheidsrechter: Sten Kaldma |
| 4 september 1999 «onderlinge duels» 20:15 (UTC+2) | Wedstrijdverslag |       |           | Rheinpark Stadion, Vaduz Toeschouwers: 1.650 Scheidsrechter: Sten Kaldma |

|                                                   |                   |                  |                                                   |                                                                              |
| 4 september 1999 «onderlinge duels» 20:15 (UTC+2) | Slowakije         | 1 – 5            | Roemenië                                          | Tehelné pole, Bratislava Toeschouwers: 8.143 Scheidsrechter: Graziano Cesari |
| 4 september 1999 «onderlinge duels» 20:15 (UTC+2) | Labant 22' (pen.) | Wedstrijdverslag | Ilie 6' Hagi 30' Ciobotariu 66' Moldovan 88', 90' | Tehelné pole, Bratislava Toeschouwers: 8.143 Scheidsrechter: Graziano Cesari |

|                                                   |                         |                  |               |                                                                                         |
| 8 september 1999 «onderlinge duels» 16:00 (UTC+2) | Slowakije               | 2 – 0            | Liechtenstein | Mestský štadión, Dubnica nad Váhom Toeschouwers: 3.052 Scheidsrechter: Andreas Georgiou |
| 8 september 1999 «onderlinge duels» 16:00 (UTC+2) | S. Németh 4' Karhan 55' | Wedstrijdverslag |               | Mestský štadión, Dubnica nad Váhom Toeschouwers: 3.052 Scheidsrechter: Andreas Georgiou |

|                                                   |          |                  |          |                                                                                  |
| 8 september 1999 «onderlinge duels» 21:00 (UTC+3) | Roemenië | 1 – 1            | Portugal | Stadionul Steaua, Boekarest Toeschouwers: 24.000 Scheidsrechter: Hartmut Strampe |
| 8 september 1999 «onderlinge duels» 21:00 (UTC+3) | Hagi 37' | Wedstrijdverslag | Figo 45' | Stadionul Steaua, Boekarest Toeschouwers: 24.000 Scheidsrechter: Hartmut Strampe |

|                                                   |                                   |                  |              |                                                                                  |
| 8 september 1999 «onderlinge duels» 20:15 (UTC+2) | Hongarije                         | 3 – 0            | Azerbeidzjan | Üllői úti Stadion, Boedapest Toeschouwers: 2.910 Scheidsrechter: Sašo Lazarevski |
| 8 september 1999 «onderlinge duels» 20:15 (UTC+2) | Sebők 28' Egressy 51' Sowunmi 55' | Wedstrijdverslag |              | Üllői úti Stadion, Boedapest Toeschouwers: 2.910 Scheidsrechter: Sašo Lazarevski |

|                                                 |              |                  |            |                                                                                  |
| 9 oktober 1999 «onderlinge duels» 18:00 (UTC+5) | Azerbeidzjan | 0 – 1            | Slowakije  | Tofikh Bakhramovstadion, Baku Toeschouwers: 6.000 Scheidsrechter: Kyros Vassaras |
| 9 oktober 1999 «onderlinge duels» 18:00 (UTC+5) |              | Wedstrijdverslag | Labant 70' | Tofikh Bakhramovstadion, Baku Toeschouwers: 6.000 Scheidsrechter: Kyros Vassaras |

|                                                 |               |                  |                         |                                                                             |
| 9 oktober 1999 «onderlinge duels» 19:30 (UTC+2) | Liechtenstein | 0 – 3            | Roemenië                | Rheinpark Stadion, Vaduz Toeschouwers: 2.900 Scheidsrechter: Andrei Butenko |
| 9 oktober 1999 «onderlinge duels» 19:30 (UTC+2) |               | Wedstrijdverslag | Roşu 26' Ganea 65', 73' | Rheinpark Stadion, Vaduz Toeschouwers: 2.900 Scheidsrechter: Andrei Butenko |

|                                                 |                                                     |                  |           |                                                                                  |
| 9 oktober 1999 «onderlinge duels» 18:30 (UTC+1) | Portugal                                            | 3 – 0            | Hongarije | Estádio da Luz, Lissabon Toeschouwers: 65.000 Scheidsrechter: Kim Milton Nielsen |
| 9 oktober 1999 «onderlinge duels» 18:30 (UTC+1) | Rui Costa 15' (pen.) João Pinto 16' Abel Xavier 58' | Wedstrijdverslag |           | Estádio da Luz, Lissabon Toeschouwers: 65.000 Scheidsrechter: Kim Milton Nielsen |

### Groep 8
Zeven jaar na de Kroatische Onafhankelijkheidsoorlog loten de deelnemers aan die oorlog Kroatië en Joegoslavië elkaar. Veel spelers hadden tijdens het gewonnen jeugd-WK van 1987 en het laatste WK van het verenigde Joegoslavië met elkaar gespeeld, zoals de Kroaat Davor Šuker en de Joegoslaaf Mijatović. Kroatië begon met een 2-0-nederlaag tegen Ierland met goals van Denis Irwin en Robbie Keane. Tijdens de kwalificatiereeks brak er een nieuwe oorlog uit in Joegoslavië, de Kosovo-oorlog, waardoor veel wedstrijden uitgesteld werden en moesten ingehaald worden in het najaar van 1999. Voor de start van het nieuwe voetbalseizoen stond Joegoslavië bovenaan met negen uit drie wedstrijden, daarna Ierland met negen uit vier en Kroatië met zeven uit vier.
Tijdens Joegoslavië-Kroatië was het stadion uit voorzorg niet uitverkocht. Het bleef rustig in het stadion, alleen werd het duel wel drie kwartier gestaakt vanwege defecte lichtmasten. Het duel bleef doelpuntloos. In de volgende wedstrijden verloor Joegoslavië met 2-1 van Ierland, terwijl Kroatië op de been bleef door een doelpunt in de laatste minuut van Šuker op hetzelfde Ierland. Voor de laatste speelronde had Joegoslavië één punt voorsprong op Ierland en twee op Kroatië.
Op de laatste speeldag speelde Kroatië thuis tegen Joegoslavië, de Kroaten moesten winnen. Er heerste een vijandige sfeer in het stadion en de wedstrijd was hard. Kroatië kwam op een 1-0 voorsprong via Alen Bokšić, maar voor rust stond Joegoslavië met 1-2, mede dankzij een blunder van de Kroatische doelman Dražen Ladić bij het tweede doelpunt. Na rust kwam Kroatië terug tot 2-2 ondanks een speler minder, maar daar bleef het bij. Het gelijkspel leek gunstig voor Ierland, want de ploeg stond stond met 0-1 voor tegen Macedonië, maar in de 93e minuut scoorde Goran Stavrevski de gelijkmaker. Joegoslavië was nu rechtstreeks geplaatst en Ierland moest play-off wedstrijden spelen tegen Turkije.
| Pos | Land        | Wed | Win | Gel | Ver | DV | DT | +/- | Pnt |
| --- | ----------- | --- | --- | --- | --- | -- | -- | --- | --- |
| 1   | Joegoslavië | 8   | 5   | 2   | 1   | 18 | 8  | +10 | 17  |
| 2   | Ierland     | 8   | 5   | 1   | 2   | 14 | 6  | +8  | 16  |
| 3   | Kroatië     | 8   | 4   | 3   | 1   | 13 | 9  | +4  | 15  |
| 4   | Macedonië   | 8   | 2   | 2   | 4   | 13 | 14 | –1  | 8   |
| 5   | Malta       | 8   | 0   | 0   | 8   | 6  | 27 | –21 | 0   |

|                                                   |                               |                  |         |                                                                                |
| 5 september 1998 «onderlinge duels» 15:00 (UTC+1) | Ierland                       | 2 – 0            | Kroatië | Lansdowne Road, Dublin Toeschouwers: 34.000 Scheidsrechter: Vítor Melo Pereira |
| 5 september 1998 «onderlinge duels» 15:00 (UTC+1) | Irwin 2' (pen.) Roy Keane 16' | Wedstrijdverslag |         | Lansdowne Road, Dublin Toeschouwers: 34.000 Scheidsrechter: Vítor Melo Pereira |

|                                                   |                                  |                  |       |                                                                          |
| 6 september 1998 «onderlinge duels» 20:00 (UTC+2) | Macedonië                        | 4 – 0            | Malta | Gradski stadion, Skopje Toeschouwers: 4.000 Scheidsrechter: Jan Wegereef |
| 6 september 1998 «onderlinge duels» 20:00 (UTC+2) | Božinov 20', 47' Šakiri 70', 76' | Wedstrijdverslag |       | Gradski stadion, Skopje Toeschouwers: 4.000 Scheidsrechter: Jan Wegereef |

|                                                  |                 |                  |                                       |                                                                              |
| 10 oktober 1998 «onderlinge duels» 18:00 (UTC+2) | Malta           | 1 – 4            | Kroatië                               | Ta' Qalistadion, Ta' Qali Toeschouwers: 5.170 Scheidsrechter: Bohdan Benedik |
| 10 oktober 1998 «onderlinge duels» 18:00 (UTC+2) | Suda 29' (pen.) | Wedstrijdverslag | Šimić 54' Vugrinec 67', 74' Šuker 82' | Ta' Qalistadion, Ta' Qali Toeschouwers: 5.170 Scheidsrechter: Bohdan Benedik |

|                                                  |                          |                  |                        |                                                                               |
| 14 oktober 1998 «onderlinge duels» 19:15 (UTC+2) | Kroatië                  | 3 – 2            | Macedonië              | Stadion Maksimir, Zagreb Toeschouwers: 8.541 Scheidsrechter: Nikolai Levnikov |
| 14 oktober 1998 «onderlinge duels» 19:15 (UTC+2) | Šuker 16' Boban 45', 70' | Wedstrijdverslag | Ćirić 2' Šainovski 55' | Stadion Maksimir, Zagreb Toeschouwers: 8.541 Scheidsrechter: Nikolai Levnikov |

|                                                  |                                                         |                  |       |                                                                             |
| 14 oktober 1998 «onderlinge duels» 19:30 (UTC+2) | Ierland                                                 | 5 – 0            | Malta | Lansdowne Road, Dublin Toeschouwers: 34.500 Scheidsrechter: Roy Helge Olsen |
| 14 oktober 1998 «onderlinge duels» 19:30 (UTC+2) | Robbie Keane 17', 19' Roy Keane 54' Quinn 62' Breen 82' | Wedstrijdverslag |       | Lansdowne Road, Dublin Toeschouwers: 34.500 Scheidsrechter: Roy Helge Olsen |

|                                                   |              |                  |                                |                                                                             |
| 18 november 1998 «onderlinge duels» 20:00 (UTC+1) | Malta        | 1 – 2            | Macedonië                      | Ta' Qalistadion, Ta'Qali Toeschouwers: 4.671 Scheidsrechter: Sergei Shmolik |
| 18 november 1998 «onderlinge duels» 20:00 (UTC+1) | Sixsmith 69' | Wedstrijdverslag | Nikolovski 49' Zaharievski 63' | Ta' Qalistadion, Ta'Qali Toeschouwers: 4.671 Scheidsrechter: Sergei Shmolik |

|                                                   |               |                  |         |                                                                                   |
| 18 november 1998 «onderlinge duels» 20:00 (UTC+1) | Joegoslavië   | 1 – 0            | Ierland | Rode Sterstadion, Belgrado Toeschouwers: 28.250 Scheidsrechter: Karl-Erik Nilsson |
| 18 november 1998 «onderlinge duels» 20:00 (UTC+1) | Mijatović 64' | Wedstrijdverslag |         | Rode Sterstadion, Belgrado Toeschouwers: 28.250 Scheidsrechter: Karl-Erik Nilsson |

|                                                   |       |                  |                              |                                                                              |
| 10 februari 1999 «onderlinge duels» 15:00 (UTC+1) | Malta | 0 – 3            | Joegoslavië                  | Ta' Qalistadion, Ta'Qali Toeschouwers: 5.167 Scheidsrechter: Pascal Garibian |
| 10 februari 1999 «onderlinge duels» 15:00 (UTC+1) |       | Wedstrijdverslag | Nađ 22', 55' Milošević 90+1' | Ta' Qalistadion, Ta'Qali Toeschouwers: 5.167 Scheidsrechter: Pascal Garibian |

|                                              |             |                  |           |                                                                          |
| 5 juni 1999 «onderlinge duels» 18:00 (UTC+2) | Macedonië   | 1 – 1            | Kroatië   | Gradski stadion, Skopje Toeschouwers: 10.000 Scheidsrechter: Hugh Dallas |
| 5 juni 1999 «onderlinge duels» 18:00 (UTC+2) | Hristov 80' | Wedstrijdverslag | Šuker 20' | Gradski stadion, Skopje Toeschouwers: 10.000 Scheidsrechter: Hugh Dallas |

|                                              |                                                |                  |           |                                                                                             |
| 8 juni 1999 «onderlinge duels» 20:15 (UTC+2) | Joegoslavië                                    | 4 – 1            | Malta     | Toumbastadion, Thessaloniki (Griekenland) Toeschouwers: 2.000 Scheidsrechter: Morgan Norman |
| 8 juni 1999 «onderlinge duels» 20:15 (UTC+2) | Mijatović 34' Milošević 48', 90' Kovačević 74' | Wedstrijdverslag | Saliba 6' | Toumbastadion, Thessaloniki (Griekenland) Toeschouwers: 2.000 Scheidsrechter: Morgan Norman |

|                                              |           |                  |           |                                                                       |
| 9 juni 1999 «onderlinge duels» 19:30 (UTC+1) | Ierland   | 1 – 0            | Macedonië | Lansdowne Road, Dublin Toeschouwers: 28.108 Scheidsrechter: Urs Meier |
| 9 juni 1999 «onderlinge duels» 19:30 (UTC+1) | Quinn 60' | Wedstrijdverslag |           | Lansdowne Road, Dublin Toeschouwers: 28.108 Scheidsrechter: Urs Meier |

|                                                   |                  |       |         |                                                                                    |
| 18 augustus 1999 «onderlinge duels» 20:30 (UTC+2) | Joegoslavië      | 0 – 0 | Kroatië | Rode Sterstadion, Belgrado Toeschouwers: 48.282 Scheidsrechter: Kim Milton Nielsen |
| 18 augustus 1999 «onderlinge duels» 20:30 (UTC+2) | Wedstrijdverslag |       |         | Rode Sterstadion, Belgrado Toeschouwers: 48.282 Scheidsrechter: Kim Milton Nielsen |

|                                                   |                      |                  |              |                                                                             |
| 21 augustus 1999 «onderlinge duels» 20:30 (UTC+2) | Kroatië              | 2 – 1            | Malta        | Stadion Maksimir, Zagreb Toeschouwers: 20.000 Scheidsrechter: Atanas Uzunov |
| 21 augustus 1999 «onderlinge duels» 20:30 (UTC+2) | Stanić 34' Soldo 55' | Wedstrijdverslag | Carabott 60' | Stadion Maksimir, Zagreb Toeschouwers: 20.000 Scheidsrechter: Atanas Uzunov |

|                                                   |                              |                  |               |                                                                               |
| 1 september 1999 «onderlinge duels» 19:30 (UTC+1) | Ierland                      | 2 – 1            | Joegoslavië   | Lansdowne Road, Dublin Toeschouwers: 31.400 Scheidsrechter: Pierluigi Collina |
| 1 september 1999 «onderlinge duels» 19:30 (UTC+1) | Robbie Keane 54' Kennedy 69' | Wedstrijdverslag | Stanković 60' | Lansdowne Road, Dublin Toeschouwers: 31.400 Scheidsrechter: Pierluigi Collina |

|                                                   |             |                  |         |                                                                                |
| 4 september 1999 «onderlinge duels» 20:30 (UTC+2) | Kroatië     | 1 – 0            | Ierland | Stadion Maksimir, Zagreb Toeschouwers: 30.000 Scheidsrechter: Manuel Díaz Vega |
| 4 september 1999 «onderlinge duels» 20:30 (UTC+2) | Šuker 90+1' | Wedstrijdverslag |         | Stadion Maksimir, Zagreb Toeschouwers: 30.000 Scheidsrechter: Manuel Díaz Vega |

|                                                   |                                  |                  |                  |                                                                              |
| 5 september 1999 «onderlinge duels» 20:15 (UTC+2) | Joegoslavië                      | 3 – 1            | Macedonië        | Rode Sterstadion, Belgrado Toeschouwers: 22.000 Scheidsrechter: Anders Frisk |
| 5 september 1999 «onderlinge duels» 20:15 (UTC+2) | Stojković 37', 54' Savićević 77' | Wedstrijdverslag | Ćirić 64' (pen.) | Rode Sterstadion, Belgrado Toeschouwers: 22.000 Scheidsrechter: Anders Frisk |

|                                                   |                      |                  |                                                            |                                                                           |
| 8 september 1999 «onderlinge duels» 16:30 (UTC+2) | Macedonië            | 2 – 4            | Joegoslavië                                                | Gradski stadion, Skopje Toeschouwers: 13.000 Scheidsrechter: Ľuboš Micheľ |
| 8 september 1999 «onderlinge duels» 16:30 (UTC+2) | Šakiri 60' Ćirić 90' | Wedstrijdverslag | Milošević 1' Babunski 4' (e.d.) Stanković 14' Drulović 38' | Gradski stadion, Skopje Toeschouwers: 13.000 Scheidsrechter: Ľuboš Micheľ |

|                                                   |                              |                  |                                  |                                                                               |
| 8 september 1999 «onderlinge duels» 18:30 (UTC+2) | Malta                        | 2 – 3            | Ierland                          | Ta' Qalistadion, Ta' Qali Toeschouwers: 8.122 Scheidsrechter: Sorin Corpodean |
| 8 september 1999 «onderlinge duels» 18:30 (UTC+2) | Said 61' Carabott 68' (pen.) | Wedstrijdverslag | Keane 13' Breen 20' Staunton 72' | Ta' Qalistadion, Ta' Qali Toeschouwers: 8.122 Scheidsrechter: Sorin Corpodean |

|                                                 |                       |                  |                             |                                                                                        |
| 9 oktober 1999 «onderlinge duels» 19:30 (UTC+2) | Kroatië               | 2 – 2            | Joegoslavië                 | Stadion Maksimir, Zagreb Toeschouwers: 38.743 Scheidsrechter: José María García-Aranda |
| 9 oktober 1999 «onderlinge duels» 19:30 (UTC+2) | Bokšić 20' Stanić 47' | Wedstrijdverslag | Mijatović 26' Stanković 31' | Stadion Maksimir, Zagreb Toeschouwers: 38.743 Scheidsrechter: José María García-Aranda |

|                                                 |                |                  |           |                                                                                  |
| 9 oktober 1999 «onderlinge duels» 19:30 (UTC+2) | Macedonië      | 1 – 1            | Ierland   | Gradski stadion, Skopje Toeschouwers: 4.500 Scheidsrechter: Juan Fernández Marín |
| 9 oktober 1999 «onderlinge duels» 19:30 (UTC+2) | Stavrevski 90' | Wedstrijdverslag | Quinn 18' | Gradski stadion, Skopje Toeschouwers: 4.500 Scheidsrechter: Juan Fernández Marín |

### Groep 9
Tsjechië plaatste zich al in juni voor het EK. In de beslissende wedstrijd tegen Schotland boog het een 0-2 achterstand om in een 3-2 overwinning. De verliezende finalist van het laatste EK won alle tien wedstrijden. Schotland speelde ook nog drie keer gelijk tegen tegenstanders van weinig allure (waaronder 1-1 tegen de Faeröer), maar einidgde toch op de tweede plaats. Het moest nu play-off wedstrijden spelen tegen Engeland.
| Pos | Land                  | Wed | Win | Gel | Ver | DV | DT | +/- | Pnt |
| --- | --------------------- | --- | --- | --- | --- | -- | -- | --- | --- |
| 1   | Tsjechië              | 10  | 10  | 0   | 0   | 26 | 5  | +21 | 30  |
| 2   | Schotland             | 10  | 5   | 3   | 2   | 15 | 10 | +5  | 18  |
| 3   | Estland               | 10  | 3   | 2   | 5   | 15 | 17 | –2  | 11  |
| 4   | Bosnië en Herzegovina | 10  | 3   | 2   | 5   | 14 | 17 | –3  | 11  |
| 5   | Litouwen              | 10  | 3   | 2   | 5   | 8  | 16 | –8  | 11  |
| 6   | Faeröer               | 10  | 0   | 3   | 7   | 4  | 17 | –13 | 3   |

|                                              |                                                     |                  |         |                                                                                |
| 4 juni 1998 «onderlinge duels» 19:15 (UTC+3) | Estland                                             | 5 – 0            | Faeröer | Kadriorustadion, Tallinn Toeschouwers: 2.500 Scheidsrechter: Martin Ingvarsson |
| 4 juni 1998 «onderlinge duels» 19:15 (UTC+3) | Viikmäe 12' Reim 40' Terehhov 75' Oper 86' Kirs 90' | Wedstrijdverslag |         | Kadriorustadion, Tallinn Toeschouwers: 2.500 Scheidsrechter: Martin Ingvarsson |

|                                                   |                       |                  |         |                                                                                            |
| 19 augustus 1998 «onderlinge duels» 20:30 (UTC+2) | Bosnië en Herzegovina | 1 – 0            | Faeröer | Asim Ferhatović Hasestadion, Sarajevo Toeschouwers: 28.000 Scheidsrechter: Tomasz Mikulski |
| 19 augustus 1998 «onderlinge duels» 20:30 (UTC+2) | Baljić 65'            | Wedstrijdverslag |         | Asim Ferhatović Hasestadion, Sarajevo Toeschouwers: 28.000 Scheidsrechter: Tomasz Mikulski |

|                                                   |                  |       |           |                                                                                |
| 5 september 1998 «onderlinge duels» 15:00 (UTC+2) | Litouwen         | 0 – 0 | Schotland | Žalgiris Stadium, Vilnius Toeschouwers: 4.500 Scheidsrechter: Constantin Zotta |
| 5 september 1998 «onderlinge duels» 15:00 (UTC+2) | Wedstrijdverslag |       |           | Žalgiris Stadium, Vilnius Toeschouwers: 4.500 Scheidsrechter: Constantin Zotta |

|                                                   |                       |                  |                  |                                                                                          |
| 6 september 1998 «onderlinge duels» 20:30 (UTC+2) | Bosnië en Herzegovina | 1 – 1            | Estland          | Asim Ferhatović Hasestadion, Sarajevo Toeschouwers: 14.750 Scheidsrechter: Charles Agius |
| 6 september 1998 «onderlinge duels» 20:30 (UTC+2) | Barbarez 74' (pen.)   | Wedstrijdverslag | Hibić 29' (e.d.) | Asim Ferhatović Hasestadion, Sarajevo Toeschouwers: 14.750 Scheidsrechter: Charles Agius |

|                                                   |         |                  |            |                                                                         |
| 6 september 1998 «onderlinge duels» 15:00 (UTC+1) | Faeröer | 0 – 1            | Tsjechië   | Svangaskarð, Toftir Toeschouwers: 2.589 Scheidsrechter: Juha Hirviniemi |
| 6 september 1998 «onderlinge duels» 15:00 (UTC+1) |         | Wedstrijdverslag | Šmicer 87' | Svangaskarð, Toftir Toeschouwers: 2.589 Scheidsrechter: Juha Hirviniemi |

|                                                  |                       |                  |                                 |                                                                                             |
| 10 oktober 1998 «onderlinge duels» 17:45 (UTC+2) | Bosnië en Herzegovina | 1 – 3            | Tsjechië                        | Asim Ferhatović Hasestadion, Sarajevo Toeschouwers: 32.000 Scheidsrechter: Domenico Messina |
| 10 oktober 1998 «onderlinge duels» 17:45 (UTC+2) | Topić 87'             | Wedstrijdverslag | Baranek 12' Šmicer 58' Kuka 90' | Asim Ferhatović Hasestadion, Sarajevo Toeschouwers: 32.000 Scheidsrechter: Domenico Messina |

|                                                  |                  |       |         |                                                                            |
| 10 oktober 1998 «onderlinge duels» 19:00 (UTC+2) | Litouwen         | 0 – 0 | Faeröer | Žalgiris Stadium, Vilnius Toeschouwers: 800 Scheidsrechter: Charles Schaak |
| 10 oktober 1998 «onderlinge duels» 19:00 (UTC+2) | Wedstrijdverslag |       |         | Žalgiris Stadium, Vilnius Toeschouwers: 800 Scheidsrechter: Charles Schaak |

|                                                  |                                         |                  |                               |                                                                                       |
| 10 oktober 1998 «onderlinge duels» 15:00 (UTC+1) | Schotland                               | 3 – 2            | Estland                       | Tynecastle Park, Edinburgh Toeschouwers: 16.930 Scheidsrechter: Joaquim Bento Marques |
| 10 oktober 1998 «onderlinge duels» 15:00 (UTC+1) | Dodds 70', 85' Hohlov-Simson 79' (e.d.) | Wedstrijdverslag | Hohlov-Simson 34' Smirnov 76' | Tynecastle Park, Edinburgh Toeschouwers: 16.930 Scheidsrechter: Joaquim Bento Marques |

|                                                  |                                           |                  |                |                                                                               |
| 14 oktober 1998 «onderlinge duels» 17:00 (UTC+2) | Tsjechië                                  | 4 – 1            | Estland        | Na Stínadlech, Teplice Toeschouwers: 13.123 Scheidsrechter: Eyjólfur Ólafsson |
| 14 oktober 1998 «onderlinge duels» 17:00 (UTC+2) | Nedvěd 8' Berger 20', 38' Meet 45' (e.d.) | Wedstrijdverslag | Arbeiter 90+1' | Na Stínadlech, Teplice Toeschouwers: 13.123 Scheidsrechter: Eyjólfur Ólafsson |

|                                                  |                                          |                  |                       |                                                                                      |
| 14 oktober 1998 «onderlinge duels» 19:00 (UTC+2) | Litouwen                                 | 4 – 2            | Bosnië en Herzegovina | Žalgiris Stadium, Vilnius Toeschouwers: 1.000 Scheidsrechter: Manfred Schüttengruber |
| 14 oktober 1998 «onderlinge duels» 19:00 (UTC+2) | Ivanauskas 10', 67', 75' Baltušnikas 90' | Wedstrijdverslag | Konjić 4' Baljić 68'  | Žalgiris Stadium, Vilnius Toeschouwers: 1.000 Scheidsrechter: Manfred Schüttengruber |

|                                                  |                      |                  |                     |                                                                                   |
| 14 oktober 1998 «onderlinge duels» 20:00 (UTC+1) | Schotland            | 2 – 1            | Faeröer             | Pittodrie Stadium, Aberdeen Toeschouwers: 18.517 Scheidsrechter: Costas Kapitanis |
| 14 oktober 1998 «onderlinge duels» 20:00 (UTC+1) | Burley 21' Dodds 44' | Wedstrijdverslag | Petersen 85' (pen.) | Pittodrie Stadium, Aberdeen Toeschouwers: 18.517 Scheidsrechter: Costas Kapitanis |

|                                                |                              |                  |          |                                                                          |
| 27 maart 1999 «onderlinge duels» 16:00 (UTC+1) | Tsjechië                     | 2 – 0            | Litouwen | Na Stínadlech, Teplice Toeschouwers: 14.658 Scheidsrechter: Attila Juhos |
| 27 maart 1999 «onderlinge duels» 16:00 (UTC+1) | Horňák 10' Berger 74' (pen.) | Wedstrijdverslag |          | Na Stínadlech, Teplice Toeschouwers: 14.658 Scheidsrechter: Attila Juhos |

|                                                |             |                  |                   |                                                                                   |
| 31 maart 1999 «onderlinge duels» 17:00 (UTC+2) | Litouwen    | 1 – 2            | Estland           | Žalgiris Stadium, Vilnius Toeschouwers: 2.000 Scheidsrechter: Alfredo Trentalange |
| 31 maart 1999 «onderlinge duels» 17:00 (UTC+2) | Fomenka 83' | Wedstrijdverslag | Terehhov 49', 77' | Žalgiris Stadium, Vilnius Toeschouwers: 2.000 Scheidsrechter: Alfredo Trentalange |

|                                                |           |                  |                               |                                                                              |
| 31 maart 1999 «onderlinge duels» 20:00 (UTC+1) | Schotland | 1 – 2            | Tsjechië                      | Celtic Park, Glasgow Toeschouwers: 44.513 Scheidsrechter: Kim Milton Nielsen |
| 31 maart 1999 «onderlinge duels» 20:00 (UTC+1) | Jess 68'  | Wedstrijdverslag | Elliott 27' (e.d.) Šmicer 35' | Celtic Park, Glasgow Toeschouwers: 44.513 Scheidsrechter: Kim Milton Nielsen |

|                                              |                       |                  |          |                                                                                                |
| 5 juni 1999 «onderlinge duels» 20:30 (UTC+2) | Bosnië en Herzegovina | 2 – 0            | Litouwen | Asim Ferhatović Hasestadion, Sarajevo Toeschouwers: 6.100 Scheidsrechter: Arturo Daudén Ibáñez |
| 5 juni 1999 «onderlinge duels» 20:30 (UTC+2) | Kodro 26' Bolić 90'   | Wedstrijdverslag |          | Asim Ferhatović Hasestadion, Sarajevo Toeschouwers: 6.100 Scheidsrechter: Arturo Daudén Ibáñez |

|                                              |         |                  |                       |                                                                                   |
| 5 juni 1999 «onderlinge duels» 19:00 (UTC+3) | Estland | 0 – 2            | Tsjechië              | Kadriorustadion, Tallinn Toeschouwers: 2.925 Scheidsrechter: Juan Ansuátegui Roca |
| 5 juni 1999 «onderlinge duels» 19:00 (UTC+3) |         | Wedstrijdverslag | Berger 45' Koller 86' | Kadriorustadion, Tallinn Toeschouwers: 2.925 Scheidsrechter: Juan Ansuátegui Roca |

|                                              |              |                  |              |                                                                       |
| 5 juni 1999 «onderlinge duels» 17:00 (UTC+1) | Faeröer      | 1 – 1            | Schotland    | Svangaskarð, Toftir Toeschouwers: 4.100 Scheidsrechter: Philippe Kalt |
| 5 juni 1999 «onderlinge duels» 17:00 (UTC+1) | H.Hansen 86' | Wedstrijdverslag | Johnston 38' | Svangaskarð, Toftir Toeschouwers: 4.100 Scheidsrechter: Philippe Kalt |

|                                              |                               |                  |                          |                                                                           |
| 9 juni 1999 «onderlinge duels» 20:30 (UTC+2) | Tsjechië                      | 3 – 2            | Schotland                | Letenský stadion, Praag Toeschouwers: 21.149 Scheidsrechter: Hellmut Krug |
| 9 juni 1999 «onderlinge duels» 20:30 (UTC+2) | Řepka 65' Kuka 75' Koller 87' | Wedstrijdverslag | Ritchie 30' Johnston 62' | Letenský stadion, Praag Toeschouwers: 21.149 Scheidsrechter: Hellmut Krug |

|                                              |         |                  |                               |                                                                               |
| 9 juni 1999 «onderlinge duels» 19:00 (UTC+3) | Estland | 1 – 2            | Litouwen                      | Kadriorustadion, Tallinn Toeschouwers: 1.500 Scheidsrechter: Hermann Albrecht |
| 9 juni 1999 «onderlinge duels» 19:00 (UTC+3) | Oper 8' | Wedstrijdverslag | Ramelis 52' Maciulevičius 56' | Kadriorustadion, Tallinn Toeschouwers: 1.500 Scheidsrechter: Hermann Albrecht |

|                                              |               |                  |                       |                                                                     |
| 9 juni 1999 «onderlinge duels» 19:00 (UTC+1) | Faeröer       | 2 – 2            | Bosnië en Herzegovina | Svangaskarð, Toftir Toeschouwers: 4.800 Scheidsrechter: Peter Jones |
| 9 juni 1999 «onderlinge duels» 19:00 (UTC+1) | Arge 37', 48' | Wedstrijdverslag | Bolić 13', 50'        | Svangaskarð, Toftir Toeschouwers: 4.800 Scheidsrechter: Peter Jones |

|                                                   |                       |                  |                         |                                                                                             |
| 4 september 1999 «onderlinge duels» 20:30 (UTC+2) | Bosnië en Herzegovina | 1 – 2            | Schotland               | Asim Ferhatović Hasestadion, Sarajevo Toeschouwers: 26.000 Scheidsrechter: Nikolai Levnikov |
| 4 september 1999 «onderlinge duels» 20:30 (UTC+2) | Bolić 23'             | Wedstrijdverslag | Hutchison 13' Dodds 45' | Asim Ferhatović Hasestadion, Sarajevo Toeschouwers: 26.000 Scheidsrechter: Nikolai Levnikov |

|                                                   |         |                  |                      |                                                                        |
| 4 september 1999 «onderlinge duels» 17:00 (UTC+1) | Faeröer | 0 – 2            | Estland              | Tórsvøllur, Tórshavn Toeschouwers: 2.300 Scheidsrechter: Edo Trivković |
| 4 september 1999 «onderlinge duels» 17:00 (UTC+1) |         | Wedstrijdverslag | Reim 88' Piiroja 90' | Tórsvøllur, Tórshavn Toeschouwers: 2.300 Scheidsrechter: Edo Trivković |

|                                                   |          |                  |                                 |                                                                            |
| 4 september 1999 «onderlinge duels» 19:00 (UTC+2) | Litouwen | 0 – 4            | Tsjechië                        | Žalgiris Stadium, Vilnius Toeschouwers: 4.500 Scheidsrechter: Jacek Granat |
| 4 september 1999 «onderlinge duels» 19:00 (UTC+2) |          | Wedstrijdverslag | Nedvěd 60', 63' Koller 69', 90' | Žalgiris Stadium, Vilnius Toeschouwers: 4.500 Scheidsrechter: Jacek Granat |

|                                                   |                                           |                  |                       |                                                                               |
| 8 september 1999 «onderlinge duels» 20:30 (UTC+2) | Tsjechië                                  | 3 – 0            | Bosnië en Herzegovina | Na Stínadlech, Teplice Toeschouwers: 10.112 Scheidsrechter: Karl-Erik Nilsson |
| 8 september 1999 «onderlinge duels» 20:30 (UTC+2) | Koller 26' Berger 59' (pen.) Poborský 67' | Wedstrijdverslag |                       | Na Stínadlech, Teplice Toeschouwers: 10.112 Scheidsrechter: Karl-Erik Nilsson |

|                                                   |                  |       |           |                                                                             |
| 8 september 1999 «onderlinge duels» 18:00 (UTC+3) | Estland          | 0 – 0 | Schotland | Kadriorustadion, Tallinn Toeschouwers: 4.500 Scheidsrechter: Fritz Stuchlik |
| 8 september 1999 «onderlinge duels» 18:00 (UTC+3) | Wedstrijdverslag |       |           | Kadriorustadion, Tallinn Toeschouwers: 4.500 Scheidsrechter: Fritz Stuchlik |

|                                                   |         |                  |             |                                                                    |
| 8 september 1999 «onderlinge duels» 17:00 (UTC+1) | Faeröer | 0 – 1            | Litouwen    | Tórsvøllur, Tórshavn Toeschouwers: 680 Scheidsrechter: Eric Romain |
| 8 september 1999 «onderlinge duels» 17:00 (UTC+1) |         | Wedstrijdverslag | Ramelis 55' | Tórsvøllur, Tórshavn Toeschouwers: 680 Scheidsrechter: Eric Romain |

|                                                 |                    |                  |                       |                                                                          |
| 5 oktober 1999 «onderlinge duels» 20:00 (UTC+1) | Schotland          | 1 – 0            | Bosnië en Herzegovina | Ibrox Stadium, Glasgow Toeschouwers: 30.574 Scheidsrechter: Leif Sundell |
| 5 oktober 1999 «onderlinge duels» 20:00 (UTC+1) | Collins 26' (pen.) | Wedstrijdverslag |                       | Ibrox Stadium, Glasgow Toeschouwers: 30.574 Scheidsrechter: Leif Sundell |

|                                                 |                       |                  |         |                                                                          |
| 9 oktober 1999 «onderlinge duels» 20:15 (UTC+2) | Tsjechië              | 2 – 0            | Faeröer | Letenský stadion, Praag Toeschouwers: 21.362 Scheidsrechter: Marcel Lică |
| 9 oktober 1999 «onderlinge duels» 20:15 (UTC+2) | Koller 11' Verbíř 84' | Wedstrijdverslag |         | Letenský stadion, Praag Toeschouwers: 21.362 Scheidsrechter: Marcel Lică |

|                                                 |         |                  |                           |                                                                          |
| 9 oktober 1999 «onderlinge duels» 16:00 (UTC+3) | Estland | 1 – 4            | Bosnië en Herzegovina     | Kadriorustadion, Tallinn Toeschouwers: 800 Scheidsrechter: Roelof Luinge |
| 9 oktober 1999 «onderlinge duels» 16:00 (UTC+3) | Oper 4' | Wedstrijdverslag | Baljić 42', 57', 67', 87' | Kadriorustadion, Tallinn Toeschouwers: 800 Scheidsrechter: Roelof Luinge |

|                                                 |                                        |                  |          |                                                                         |
| 9 oktober 1999 «onderlinge duels» 14:00 (UTC+1) | Schotland                              | 3 – 0            | Litouwen | Hampden Park, Glasgow Toeschouwers: 22.059 Scheidsrechter: Stéphane Bré |
| 9 oktober 1999 «onderlinge duels» 14:00 (UTC+1) | Hutchison 48' McSwegan 50' Cameron 89' | Wedstrijdverslag |          | Hampden Park, Glasgow Toeschouwers: 22.059 Scheidsrechter: Stéphane Bré |

## Play-offs
De beste nummer twee op basis van de resultaten tegen de nummers 1, 3 en 4 uit de groep gaat direct door naar de eindronde. De overige acht landen spelen een beslissingswedstrijd voor een plaats in de eindronde.
Rangschikking nummers 2
|   | Land       | Wed | W | G | V | DV | DT | DS | Pnt |
| - | ---------- | --- | - | - | - | -- | -- | -- | --- |
| 1 | Portugal   | 6   | 4 | 1 | 1 | 11 | 3  | +8 | 13  |
| 2 | Turkije    | 6   | 4 | 1 | 1 | 12 | 5  | +7 | 13  |
| 3 | Denemarken | 6   | 3 | 1 | 2 | 10 | 8  | +2 | 10  |
| 4 | Oekraïne   | 6   | 2 | 4 | 0 | 6  | 4  | +2 | 10  |
| 5 | Ierland    | 6   | 3 | 1 | 2 | 6  | 4  | +2 | 10  |
| 6 | Schotland  | 6   | 3 | 1 | 2 | 9  | 8  | +1 | 10  |
| 7 | Israël     | 6   | 2 | 1 | 3 | 12 | 9  | +3 | 7   |
| 8 | Engeland   | 6   | 1 | 4 | 1 | 5  | 4  | +1 | 7   |
| 9 | Slovenië   | 6   | 2 | 1 | 3 | 5  | 11 | –6 | 7   |

Denemarken had weinig problemen Israël te verslaan, met onder meer een 0-5 zege in Tel Aviv. Zondebok werden internationals die meededen aan een orgie met callgirls. Turkije maakte vlak voor tijd uit een strafschop de gelijkmaker in de uitwedstrijd tegen Ierland, waarna een doelpuntloos gelijkspel in de thuiswedstrijd genoeg was voor plaatsing. Slovenië boekte een 2-1-overwinning op Oekraïne. Milenko Ačimovič onderschepte een pass van de Oekraïense doelman en schoot vanaf 50 meter raak. In een winters Kiew hield Slovenië stand en plaatste zich voor de eerste keer voor een internationaal toernooi.
Groot-Brittannië was in de ban van "the battle of Britain", Engeland tegen Schotland. Engeland onderschreef zijn favorietenrol door in Glasgow met 0-2 te winnen door twee doelpunten van Paul Scholes. In de return op Wembley werd het toch nog spannend, na een half uur scoorde spits Don Hutchison voor Schotland. Schotland overtroefde Engeland met name op het middenveld. Tien minuten voor tijd verrichtte doelman David Seeman een miraculeuze redding, waarmee hij een verlenging voorkwam. Met moeite overleefde Engeland het Schotse offensief en plaatste zich voor de eindronde.
|                                                 |           |                  |                  |                                                                             |
| 13 november 1999 «onderlinge duels» 14:00 (UTC) | Schotland | 0 – 2            | Engeland         | Hampden Park, Glasgow Toeschouwers: 50.132 Scheidsrechter: Manuel Díaz Vega |
| 13 november 1999 «onderlinge duels» 14:00 (UTC) |           | Wedstrijdverslag | Scholes 21', 42' | Hampden Park, Glasgow Toeschouwers: 50.132 Scheidsrechter: Manuel Díaz Vega |

|                                                 |          |                  |               |                                                                        |
| 17 november 1999 «onderlinge duels» 20:00 (UTC) | Engeland | 0 – 1 (2–1 agg.) | Schotland     | Wembley, Londen Toeschouwers: 75.848 Scheidsrechter: Pierluigi Collina |
| 17 november 1999 «onderlinge duels» 20:00 (UTC) |          | Wedstrijdverslag | Hutchison 39' | Wembley, Londen Toeschouwers: 75.848 Scheidsrechter: Pierluigi Collina |

|                                                   |                          |                  |                 |                                                                           |
| 13 november 1999 «onderlinge duels» 19:00 (UTC+1) | Slovenië                 | 2 – 1            | Oekraïne        | Bežigradstadion, Ljubljana Toeschouwers: 17.000 Scheidsrechter: Urs Meier |
| 13 november 1999 «onderlinge duels» 19:00 (UTC+1) | Zahovič 53' Ačimovič 83' | Wedstrijdverslag | Sjevtsjenko 33' | Bežigradstadion, Ljubljana Toeschouwers: 17.000 Scheidsrechter: Urs Meier |

|                                                   |            |                  |            |                                                                            |
| 17 november 1999 «onderlinge duels» 19:00 (UTC+2) | Oekraïne   | 1 – 1 (2–3 agg.) | Slovenië   | NSK Olimpiejsky, Kiev Toeschouwers: 45.000 Scheidsrechter: Bernd Heynemann |
| 17 november 1999 «onderlinge duels» 19:00 (UTC+2) | Rebrov 68' | Wedstrijdverslag | Pavlin 78' | NSK Olimpiejsky, Kiev Toeschouwers: 45.000 Scheidsrechter: Bernd Heynemann |

|                                                 |           |                  |                    |                                                                          |
| 13 november 1999 «onderlinge duels» 19:00 (UTC) | Ierland   | 1 – 1            | Turkije            | Lansdowne Road, Dublin Toeschouwers: 33.610 Scheidsrechter: Anders Frisk |
| 13 november 1999 «onderlinge duels» 19:00 (UTC) | Keane 79' | Wedstrijdverslag | Havutçu 83' (pen.) | Lansdowne Road, Dublin Toeschouwers: 33.610 Scheidsrechter: Anders Frisk |

|                                                   |                  |                  |         |                                                                                   |
| 17 november 1999 «onderlinge duels» 20:00 (UTC+2) | Turkije          | 0 – 0 (1–1 agg.) | Ierland | Bursa Atatürkstadion, Bursa Toeschouwers: 19.900 Scheidsrechter: Gilles Veissière |
| 17 november 1999 «onderlinge duels» 20:00 (UTC+2) | Wedstrijdverslag |                  |         | Bursa Atatürkstadion, Bursa Toeschouwers: 19.900 Scheidsrechter: Gilles Veissière |

|                                                   |        |                  |                                                              |                                                                               |
| 13 november 1999 «onderlinge duels» 20:05 (UTC+2) | Israël | 0 – 5            | Denemarken                                                   | Ramat Ganstadion, Tel Aviv Toeschouwers: 42.000 Scheidsrechter: David Elleray |
| 13 november 1999 «onderlinge duels» 20:05 (UTC+2) |        | Wedstrijdverslag | Tomasson 2', 34' Tøfting 67' Jørgensen 68' Steen Nielsen 73' | Ramat Ganstadion, Tel Aviv Toeschouwers: 42.000 Scheidsrechter: David Elleray |

|                                                   |                                        |                  |        |                                                                            |
| 17 november 1999 «onderlinge duels» 19:15 (UTC+1) | Denemarken                             | 3 – 0 (8–0 agg.) | Israël | Parken, Kopenhagen Toeschouwers: 41.186 Scheidsrechter: Vítor Melo Pereira |
| 17 november 1999 «onderlinge duels» 19:15 (UTC+1) | Sand 4' Steen Nielsen 14' Tomasson 64' | Wedstrijdverslag |        | Parken, Kopenhagen Toeschouwers: 41.186 Scheidsrechter: Vítor Melo Pereira |

## Topscorers
11 doelpunten
- Raúl

9 doelpunten
- Zlatko Zahovič

8 doelpunten
- João Pinto